# Effacement des femmes
L'effacement des femmes, invisibilisation des femmes, cryptogynie ou mentrification est le phénomène récurrent, à travers l'histoire et dans la plupart des cultures, consistant à cacher, effacer, invisibiliser les femmes et les références féminines dans différentes sphères de la société, en particulier les plus prestigieuses.
Ce processus s'applique dans l'espace public, mais aussi dans les mémoires. Il décrit les disparitions dans les récits historiques des femmes marquantes, ayant excellé dans certains domaines prestigieux (arts, sciences, techniques, pouvoir).
Parfois, cet effacement de leur contribution est au profit d'hommes, ce que décrit plus spécifiquement la mentrification. Ce phénomène d'appropriation est désigné dans le domaine des sciences comme l'effet Matilda et s'applique également aux domaines des arts et des techniques.
La dissimulation des réalisations des femmes ou leur sous-estimation est une violence symbolique, liée à la domination masculine, qui perdure dans le temps.

## Conceptualisation

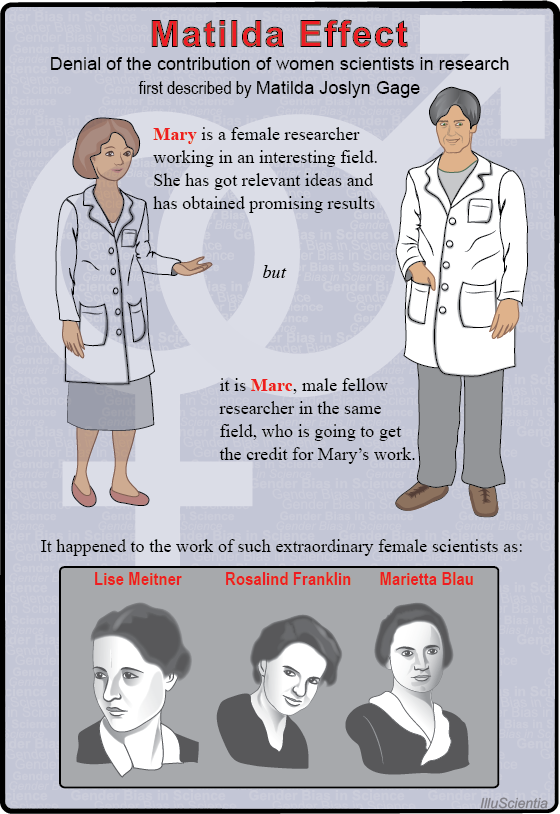
Résumé graphique (en anglais) de l'effet Matilda concernant le déni des contributions des femmes dans le domaine scientifique.

L'étude de l'invisibilisation des femmes dans des sphères variées (scientifiques, techniques, artistiques, politiques) s'accélère depuis les années 2010. Plusieurs concepts ont été créés parallèlement pour désigner ce phénomène : « cryptogynie », plutôt dans la sphère hispanophone, « mentrification » dans les sphères anglophone et francophone, et « invibilisation » dans la sphère francophone. Ces phénomènes proches peuvent prendre plusieurs formes dans plusieurs domaines prestigieux,,.

### Cryptogynie
En février 2020, la poétesse et philologue Begonya Pozo (es) et le philologue Carles Padilla, professeurs titulaires à l'université de Valence, ont inventé le terme « cryptogynie » et l'ont diffusé pour la première fois, dans un journal numérique. En novembre, l'Académie valencienne de la langue a approuvé son incorporation au Dictionnaire Normatif Valencien. En mars 2021, le dictionnaire basque Elhuyar Hiztegia a inclus l'adaptation basque kryptogyny. Dans d'autres langues, comme l'espagnol, l'anglais et le français, le terme n'est pas encore officialisé, mais il est déjà utilisé dans les domaines académiques et sur les réseaux sociaux, respectivement sous les formes criptoginia, cryptogyny et cryptogynie. En France, au cours de l'année universitaire 2021-2022, un séminaire interuniversitaire sur la littérature catalane a été organisé sous le titre « De la cryptogynie à la médiatisation des écrivaines : Felícia Fuster et Carmelina Sánchez-Cutillas », sur les autrices catalanes Felícia Fuster et Carmelina Sánchez-Cutillas.
Le terme « cryptogynie » est composé de deux Lexèmes grecs, crypto (« crypt-, cacher ») et gyné (« femme ») qui font partie d'autres mots, en catalan et dans d'autres langues. En fait, l'équivalent italien (le nom et l'adjectif correspondants : cryptogynie ou « crittogynie » et « criptogina ») peut être trouvé dans certains textes de biologie, en référence à des espèces chez lesquelles les organes femelles ne sont pas visibles de l'extérieur. Par exemple, la cochenille Suturaspis archangelskyae est décrite comme « cryptogénique » et le dictionnaire Panlessico Italiano de 1839 a inclus le terme crittogynie (avec le synonyme cryptogynie) pour décrire une fougère aquatique dans laquelle le sporange est caché.
En inventant ce terme, Pozo-Sánchez et Padilla-Carmona voulaient nommer un phénomène connu dans l'histoire des sciences et dans l'histoire des femmes, car « la conscience sociale se satisfait d'actions et d'omissions, de silences et de mots : ce qui n'est pas inclus dans le dictionnaire n'existe apparemment pas ». Ils considèrent que la dissimulation des réalisations des femmes ou leur sous-estimation a été une violence symbolique qui a perduré dans le temps.

### Mentrification

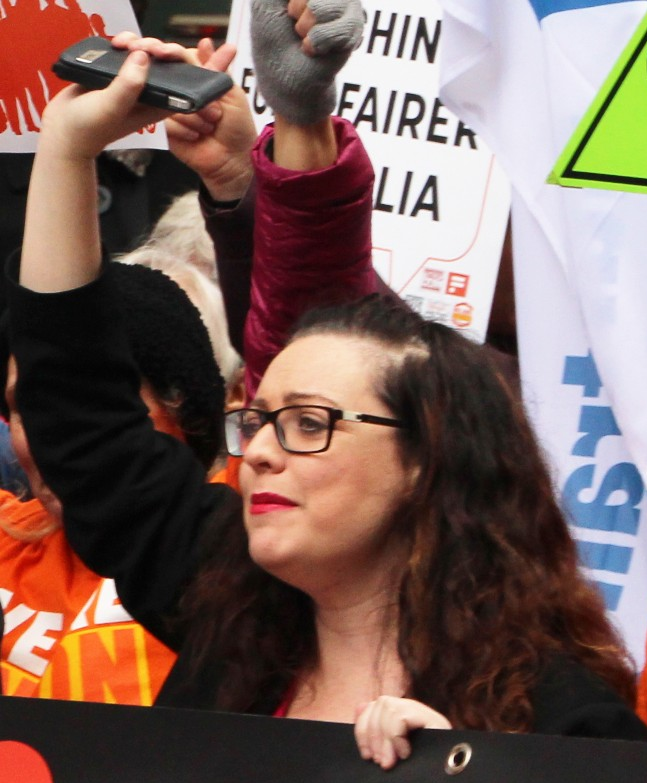
L'écrivaine Van Badham en 2014.

Le terme « mentrification » est né en 2018 sur un forum de fans de Star Trek. C'est un néologisme qui s'appuie sur la construction des termes « gentrification » et « men » (« les hommes », en anglais). Il pointe non seulement l'effacement des femmes, mais aussi la confiscation, l'appropriation de leurs œuvres par des hommes. Le terme est popularisé et développé par l'écrivaine australienne Van Badham en 2019 dans un article du Guardian titré ‘Mentrification’: how men appropriated computers, beer and the Beatles (« Mentrification » : comment les hommes se sont approprié les ordinateurs, la bière et les Beatles),.
Elle dénonce la mentrification par des hommes de larges domaines. Les uns techniques (l'informatique, les sciences en général), les autres dans la culture de masse : football, rock, cinéma ou politique. Les femmes en sont rejetées, notamment lorsque ces domaines deviennent rentables,.

### Invisibilisation

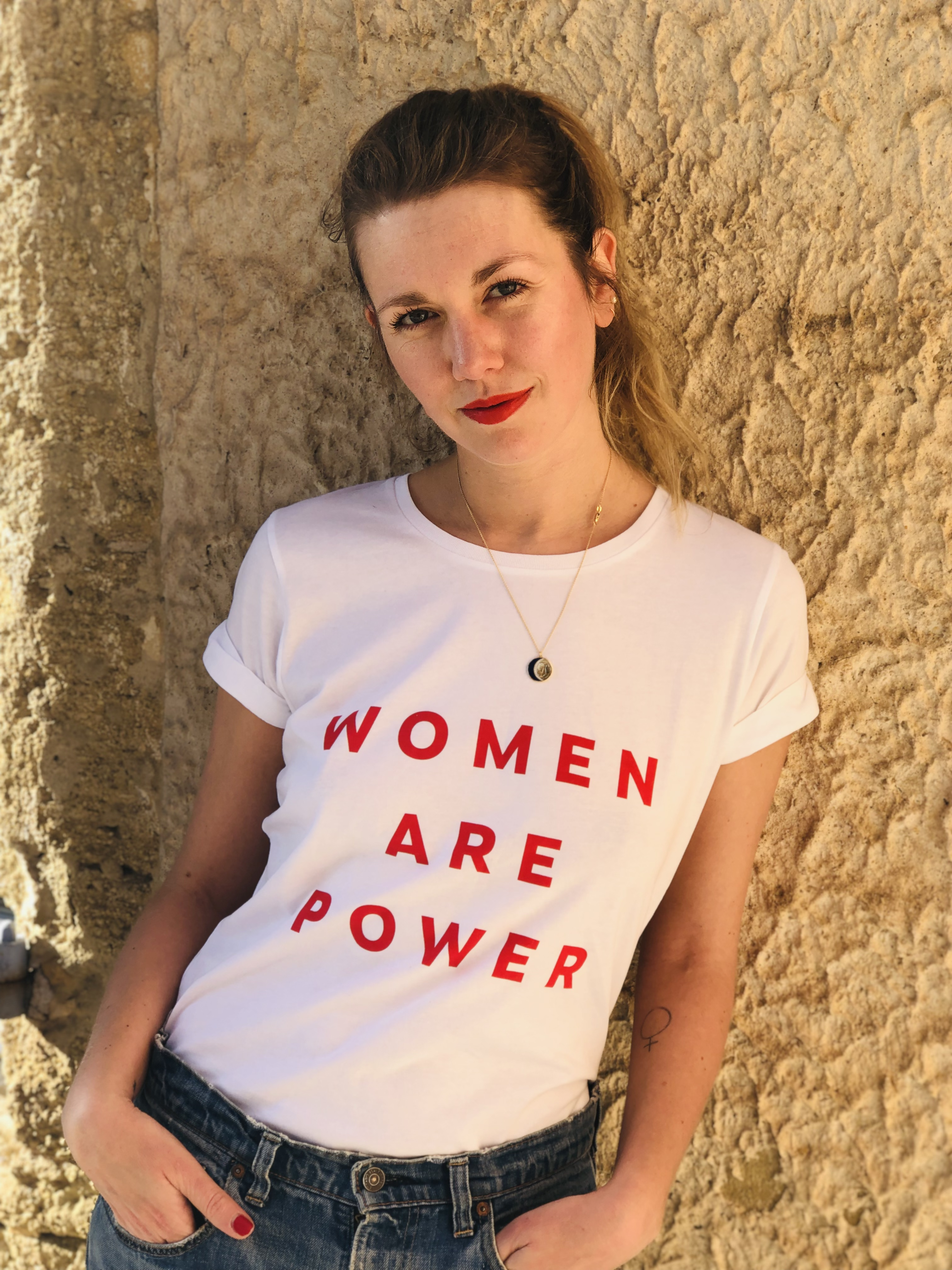
Lauren Bastide.

Ce concept est proche des deux précédents,,,. Marguerite Nebelsztein, une des autrices du collectif Georgette Sand, à l'origine de l'ouvrage Ni vues ni connues. Panthéon, Histoire, mémoire : où sont les femmes ? (2017),, définit l'invisibilisation comme « le fait de faire disparaître une femme de l'Histoire.
Les mécanismes sont multiples : faire passer la femme au second plan, la faire disparaître complètement, minimiser son action, travestir sa vie, diminuer ou voler son travail, la cantonner à la femme ou la sœur de, l'auto-invisibilisation ».
Lauren Bastide, créatrice du podcast féministe La Poudre, décrit ce phénomène comme « le fait que les vécus des femmes, les paroles des femmes, les pensées des femmes, le travail des femmes soient globalement occultés, silenciés, dans l'espace public ». Le terme a été également utilisé spécifiquement pour décrire l'invisibilisation des femmes dans les symboles de la nation.

## Dans l'espace public
Les observations relèvent un effacement global et systématique des femmes dans l'espace public,.

### Les cours d'école excluant les filles

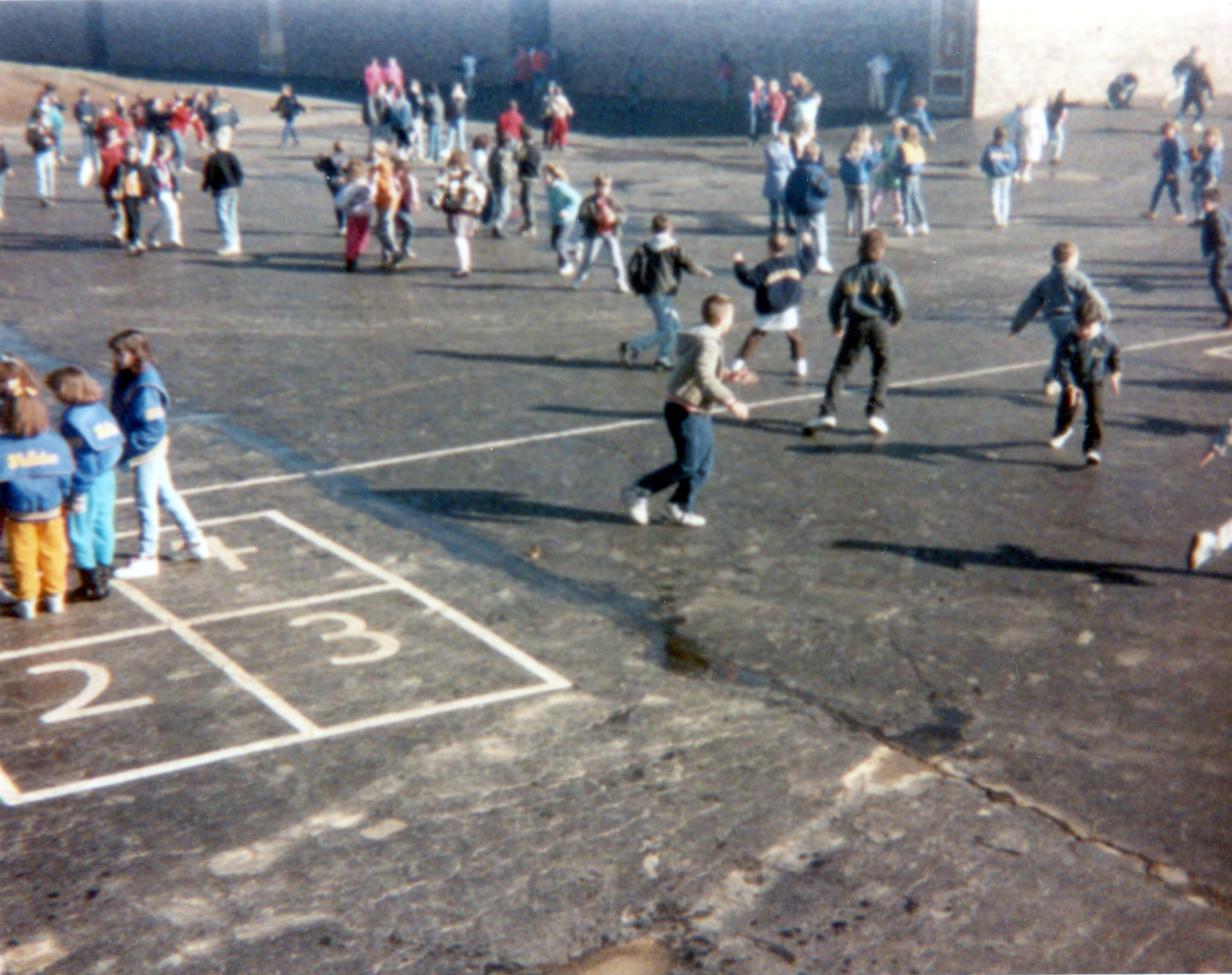
Une cour de récréation dans l'Ohio (États-Unis) vers 1989.

L'exclusion des filles de l'espace public commence dès la cour de récréation. Un espace principal et central est occupé par les garçons, généralement autour du football, tandis que les filles sont reléguées dans les marges et moins visibles,,,.

### La rue, territoire hostile aux femmes
De nombreuses études montrent que l'espace public est globalement hostile aux femmes,,,. Une étude publiée en 2014 en France démontre ainsi que « près d'une femme sur trois éprouve un sentiment d'insécurité dans son quartier et 10 % d'entre elles ont été victimes de violences physiques ou sexuelles dans l'espace public, 100 % des utilisatrices de transports en commun ont été victimes au moins une fois dans leur vie de harcèlement sexiste ou d'agression sexuelle, 37 % des Franciliennes déclarent avoir subi au moins un fait de violence dans l'espace public, et 25 % au niveau national ».

### Questions vestimentaires

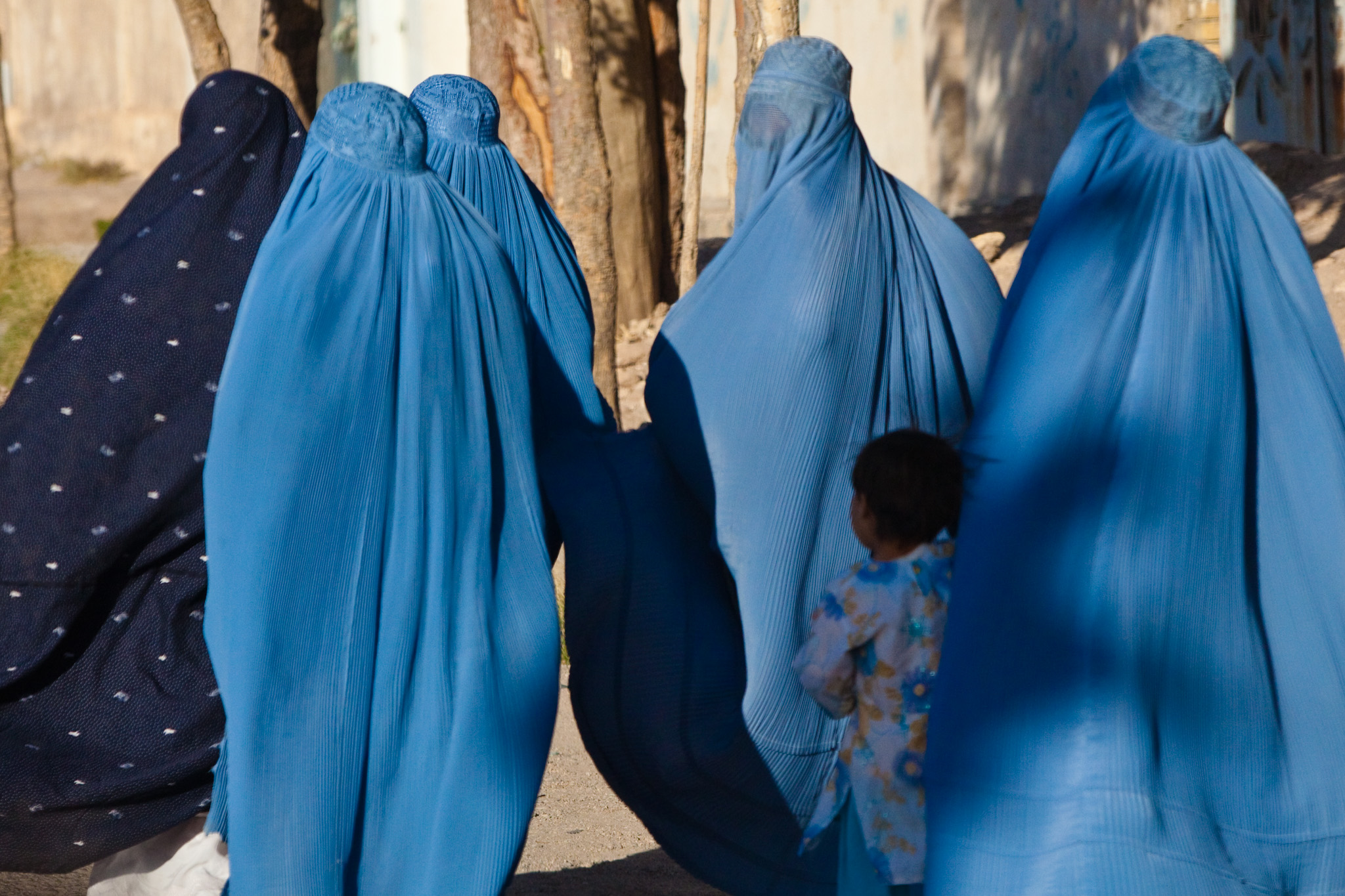
Femmes en burqa avec leurs enfants à Hérat en Afghanistan, 2009.

Le port du voile, qui couvre les cheveux des femmes, mais aussi certaines parties de leur corps, a répondu à plusieurs impératifs, religieux et non religieux dans de nombreuses civilisations,,. Ils ont souvent été symboles de pudeur, de modestie ou de soumission à l'homme. Ces questions sont débattues depuis plusieurs années, en se focalisant surtout sur les différents voiles religieux liés à l'islam, ou prétendument liés à lui,,. Dans des versions extrêmes, des voiles intégraux cachent entièrement certaines femmes, avec, parfois, une interdiction d'entendre leur voix.

### Noms de rue
En France, selon une enquête partielle réalisée en 2014, 6 % des noms de rue correspondant à des personnalités seraient féminins, soit 2 % du nombre total de rues. La proportion par rapport au nombre total de rues serait monté à 6 % en 2022.
Une autre enquête montre que, dans trente grandes villes d'Europe, les rues portant des noms d'hommes représentent 91 % du total. Des noms d'homme sont donnés aux rues et places les plus fréquentées, les rues portant des noms de femme sont situées en périphérie.

## Dans l'histoire et l'historiographie
De nombreux chercheurs constatent que l'historiographie a régulièrement occulté les figures féminines. De manière générale, les périodes les plus oppressives pour les femmes sont celles ayant engendré le plus d'effacement des femmes des périodes antérieures.

### Les femmes actives et créatives dans tous les domaines tout au long de l'Histoire

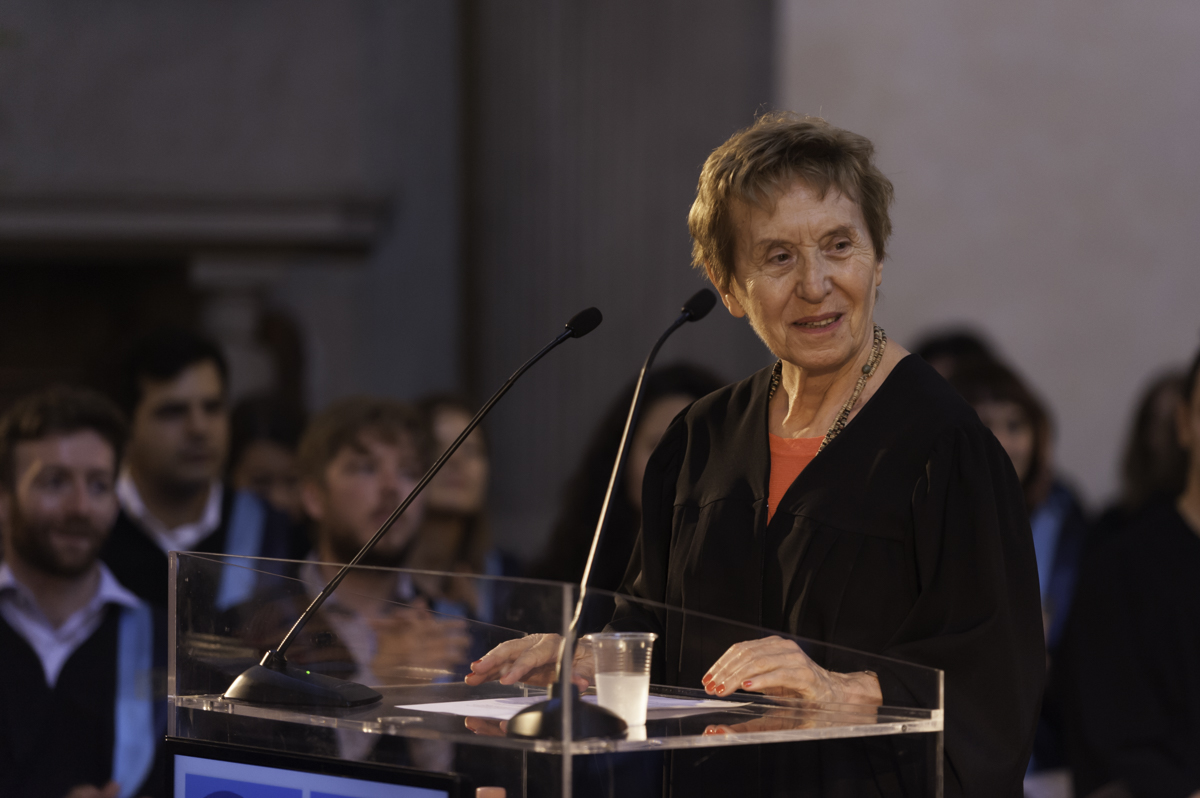
Michelle Perrot en juin 2016.

Michelle Perrot, dans Mon Histoire des femmes, sorti en 2006, démontre la place des femmes dans des domaines où elles étaient jusque là peu représentées,,,.
Dans l'ouvrage collectif La plus belle histoire des femmes, Françoise Héritier, Michelle Perrot, Sylviane Agacinski et Nicole Bacharan explicitent le long combat des femmes dans l'histoire pour être respectées et entendues. La bande dessinée Histoire de France au féminin, de Sandrine Mirza et Blanche Sabbah participe de la même dynamique.
En 1984, l'anthropologue et ethnologue Françoise Héritier montre, dans Le sang des guerriers et le sang des femmes, la diversité des types de société des peuples de chasseurs cueilleurs. La plupart connaissent une domination masculine, (certains beaucoup moins que d'autres), et pratiquent, par exemple, une forme de fonctionnement matrilinéaire (environ 15 % des sociétés humaines au milieu du XXe siècle).
Claudine Cohen, dans Femmes de la Préhistoire, montre que les femmes de la préhistoire faisaient relativement peu d'enfants (un tous les trois ou quatre ans). Elles n'étaient donc pas complètement assujetties aux soins et participaient aux tâches du groupe.

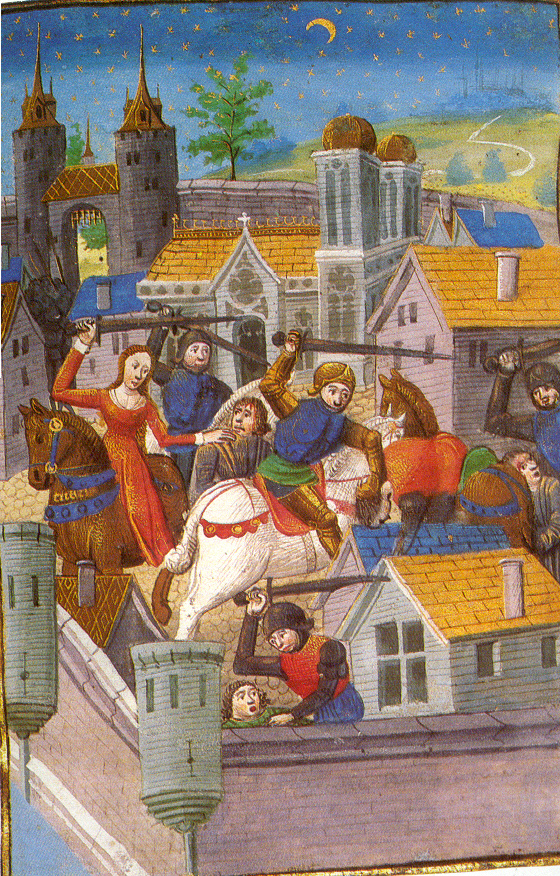
Femmes guerrières médiévales défendant la ville contre une attaque.

La forte représentation des Vénus, formes féminines et sexes féminins dans l'art pariétal, a été beaucoup étudiée. Marija Gimbutas y voit, dans les années 1970, le signe d'une mythologie vénérant la féminité. L'archéologue Carole Fritz arrive à la même conclusion.
De nombreux chercheurs et chercheuses ont montré une division très répandue des tâches : les activités de chasse faisant couler le sang, étaient réservées aux hommes pour des questions symboliques. Paola Tabet et Alain Testart ont observé que cette division s'est ensuite amplifiée dans le temps. Les domaines visibles, valorisés et les avancées technologiques étaient pour les hommes, les tâches répétitives et domestiques pour les femmes.
Une équipe de l'université de Seattle, dans une étude de juin 2023, démontre que les femmes chassaient dans près de 80 % des sociétés anciennes.
Le passage au néolithique marque une régression pour les femmes : la société devient patriarcale, et les divinités davantage masculines.
Paradoxalement, les périodes historiques jugées les plus prestigieuses (antiquité gréco-romaine, Renaissance, Lumières, XIXe siècle) ont été les plus oppressives pour les femmes. Elles ont engendré le plus d'effacement des figures féminines antérieures. À l'inverse, le Moyen Âge, souvent présenté comme une période obscure, a donné aux femmes davantage de place. Cela s'illustre notamment par un vocabulaire féminisé des fonctions et des métiers. Il s'est ensuite perdu, au profit de la forme masculine uniquement : autrice, chevaleresse, artisane, seigneuresse, médecine…

### Processus d'effacement et d'invisibilisation des femmes dans l'histoire
Les processus d'effacement des femmes ont été constatés dès le XIXe siècle. Dans les années 1980, le constat s'amplifie. L'historienne Micheline Dumont explique qu'« il y a de l'idéologie et des constructions historiques qui font en sorte de les écarter ».

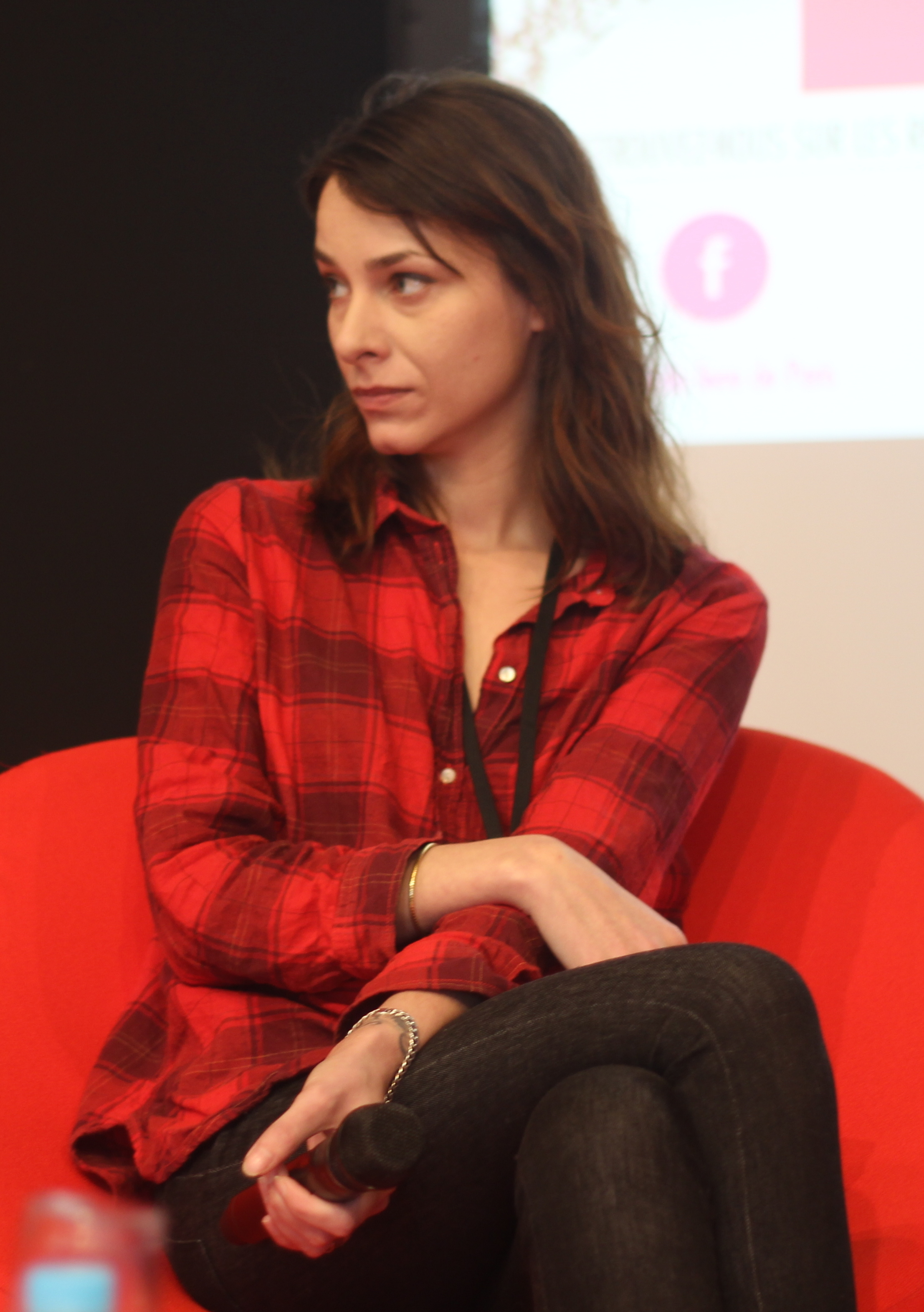
Titiou Lecoq au Salon du livre de Paris en mars 2015.

Titiou Lecoq publie en 2021 l'ouvrage Les Grandes Oubliées. Pourquoi l'Histoire a effacé les femmes, préfacé par Michelle Perrot, chez L'Iconoclaste.
En 2023, elle publie une édition adaptée aux enfants, Les Femmes aussi ont fait l'Histoire, chez Les Arènes.
Dans ces livres, elle étudie les mécanismes d'invisibilisation et d'effacement des femmes dans l'histoire. Elle démontre que ces effacements ont été cycliques et le fruit de la domination masculine. Elle étudie des figures féminines ayant marqué leur époque, mais progressivement effacées : Enheduanna, Brunehaut, Julie-Victoire Daubié, Émilienne Moreau-Évrard. Elle remonte jusqu'à la préhistoire : les historiens du XIXe siècle y ont imaginé un monde d'hommes, tourné vers les découvertes, la chasse, l'art pariétal, pendant que les femmes auraient veillé sur le foyer et les enfants. Pourtant, rien ne permet de démontrer cette division. Des femmes chasseuses, dans des postes de pouvoir, résistantes, et guerrières ont existé à toutes les périodes. Mais elles ont disparu progressivement des imaginaires et des récits. Titiou Lecoq démontre que ces processus d'effacement ont été, la plupart du temps, volontaires et conscients chez les historiens et les hommes politiques.
Le XIXe siècle est une période très oppressive pour les femmes. Il génère un effacement massif des figures féminines. Après la promulgation du Code civil, les femmes n'ont plus d'existence individuelle propre. Elles ne peuvent être que la fille d'un homme ou l'épouse d'un homme,. À la fin du XIXe siècle, les femmes perdent même leur prénom pour l'administration et la société. Leur prénom devient intime, connu et utilisé uniquement par la famille proche. Une femme était appelée, par exemple, Mlle Dupont avant son mariage, puis Mme Alphonse Martin après son mariage, et enfin Mme veuve Alphonse Martin après son veuvage. Cette pratique perdure encore. Jusqu'en 1965, une femme ne pouvait ouvrir de compte en banque sans l'aval de son mari.

### Invisibilisation des femmes à l'échelle internationale

#### Colonialité du genre et imposition du patriarcat
Le colonialisme a transformé les rapports de genre dans les sociétés colonisées en imposant le patriarcat. Le concept de colonialité du genre, forgé par la philosophe féministe argentine María Lugones (2007, 2010), est inspiré par celui de colonialité du pouvoir (Aníbal Quijano, 2000). Il interroge l'universalisme et l'eurocentrisme du système de genre occidental. Lugones explique que les catégories de genre n'étaient pas forcément structurantes pour les sociétés précoloniales. Les systèmes de genre étaient différents de celui occidental, capitaliste, patriarcal et hétéronormatif, imposé à ces sociétés à travers la colonisation. Selon elle, des sociétés gynocratiques ou égalitaires ont été transformées en sociétés patriarcales, en même temps qu'elles étaient dominées par les populations occidentales. Cela a abouti à une invisibilisation des femmes colonisées.

#### Invisibilisation des femmes immigrées
Les femmes immigrées sont très invisibilisées,,. Elles constituent 48,1% du mouvement migratoire mondial en 2020 selon l'ONU. Elles subissent diverses discriminations, liées tant à leur statut féminin qu'aux perceptions sur leurs origines réelles ou supposées. Les rares fois où elles sont présentes dans le milieu public et les médias, elles subissent souvent des stéréotypes sexistes et racistes.

### Réhabilitation de figures et de référentiels féminins

#### Féminisation des noms de métiers

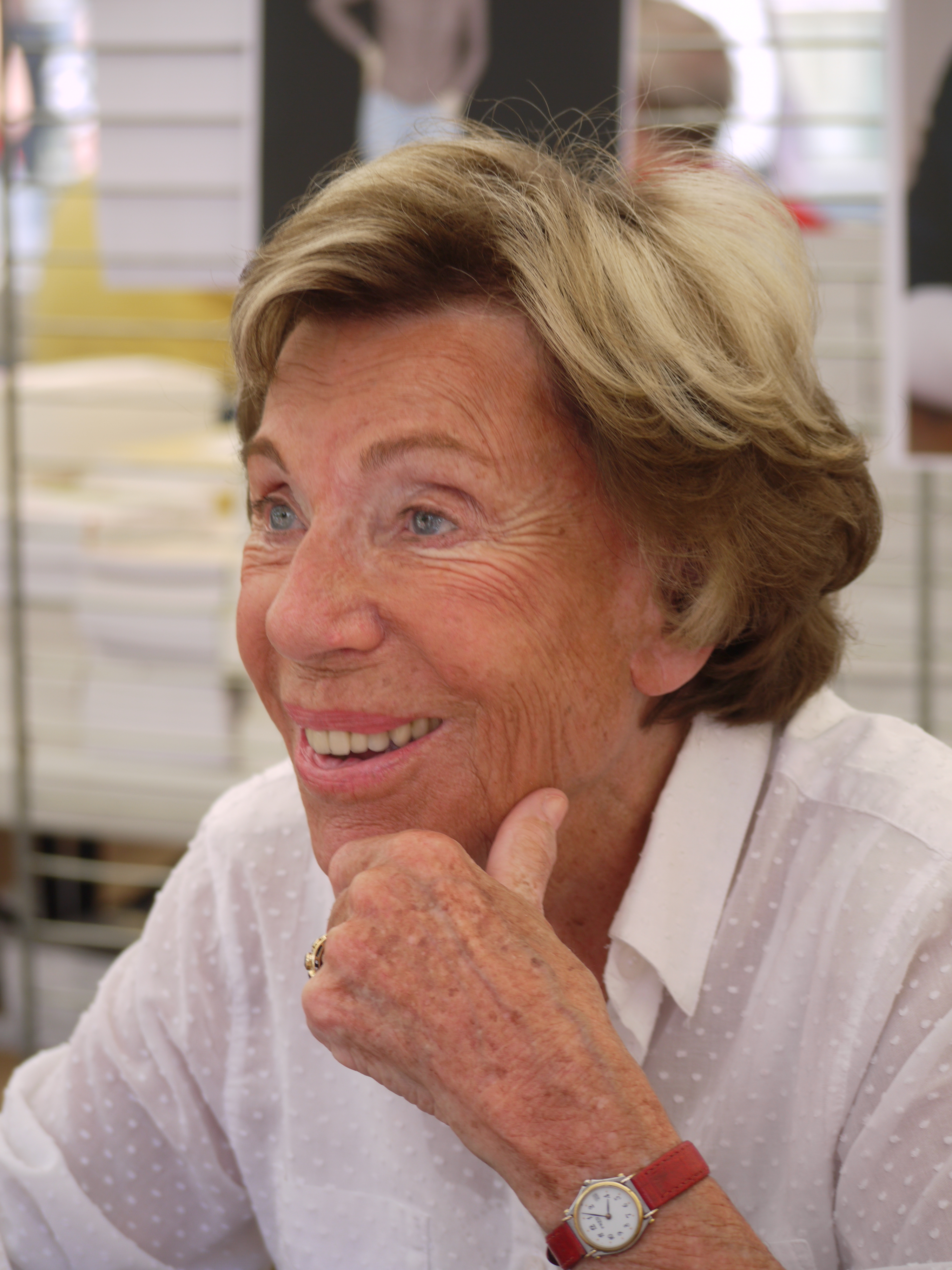
Benoîte Groult en 2010.

De nombreux noms de métiers, notamment ceux jugés prestigieux, ont été progressivement limités à leur forme masculine. En 1899, la féministe Hubertine Auclert déclarait : « L'omission du féminin dans le dictionnaire contribue plus qu'on ne le croit à l'omission du féminin dans le droit. L'émancipation par le langage ne doit pas être dédaignée ». Le gouvernement français intervient pour la première fois en 1984 afin de modifier le processus d'évolution de la langue française avec la volonté de renforcer le rôle des femmes dans la vie publique et de permettre aux femmes d'accéder plus facilement à des fonctions jusqu'alors réservées de fait aux hommes. Il crée alors une « Commission de féminisation des noms de métier et de fonction » présidée par Benoîte Groult.
En Espagne, dès les années 1920, le mouvement féminin des Las Sinsombrero (en français : Les Sans-Chapeau) revendique la féminisation des noms de métiers en demandant l'emploi, par exemple, des termes de autora (auteure), escritora (écrivaine), pintora (peintre) et en les imposant définitivement dans la langue espagnole académique.

#### La question du matrimoine
Le concept de matrimoine était tombé dans l'oubli ; il en sort dans les années 2010. En 2015, l'association HF, pour l'égalité des femmes et des hommes dans les arts et la culture, organise les Journées du matrimoine pour faire découvrir les femmes oubliées de l'histoire.
Des œuvres au rayonnement grand public, telles que la série des bandes dessinées Culottées de Pénélope Bagieu, témoignent de cette tendance. Les 2 tomes, publiés en 2016 et 2017, sont adaptés en 2020 en série animée par France Télévisions et en une pièce de théâtre. Elle devient la première bande dessinée à être jouée à la Comédie-Française,.
De nombreux collectifs se sont constitués dans ce but. Ainsi, Noms peut-être est une « collective » bruxelloise féministe, créée en 2017 ; elle vise à dénoncer l'invisibilisation des femmes dans l'histoire, l'art et l'espace public ; elle veut proposer des modèles inspirants de femmes pour tous et toutes. Pour ce faire, elle a recours à des actions de désobéissance civile, ainsi qu'à des balades féministes dans l'espace public.
En 2017, la comédienne Aude Gogny-Goubert et Adrien Rebaudo lancent la chaîne Virago sur Youtube,. Ces mini-vidéos retracent la vie de femmes oubliées de l'histoire et reprennent le premier sens de l'adjectif virago, à savoir une femme « forte, courageuse, héroïne, guerrière »,.
L'effacement des femmes s'opère de leur vivant, et s'amplifie après leur mort. C'est ce mécanisme que les initiatives autour du matrimoine funéraire tentent de limiter. Pour revaloriser les femmes du passé, Laure Nermel, avec Women's Art Tours, organise des visites de tombes de femmes artistes au Père-Lachaise. La journaliste Camille Paix participe de la même dynamique avec son compte instagram : « Mère Lachaise », et en publiant deux ouvrages sur le thème : Mère Lachaise, 100 portraits pour déterrer le matrimoine funéraire, en 2022, et Mère Lachaise : un tour de France du matrimoine funéraire en 2024,,.

#### Langage inclusif
À partir du XVIIe siècle, la langue française invisibilise progressivement plusieurs formes du féminin et, donc, les femmes,,. C'est ce qu'explique Éliane Viennot, historienne et autrice de Non, le masculin ne l'emporte pas sur le féminin !.
Depuis les années 1980, des travaux de sémiologie, de sémantique, de lexicologie mettent au jour les dissymétries lexicales, les désignations péjoratives des femmes, l'occultation des femmes par le masculin dit « générique ». Ces travaux font le parallèle entre la dévalorisation et l'invisibilisation du féminin dans la langue et les femmes dans la société. Pour tenter d'y remédier, le langage inclusif en français est un ensemble de moyens linguistiques mobilisés dans la langue française pour représenter expressément dans un discours tant les hommes que les femmes, voire les personnes non binaires. Il vise à démasculiniser la langue et à éviter les expressions qui renforceraient les stéréotypes de genre, soit par le dédoublement des marques de genre, soit en les neutralisant (généralement grâce à une forme indifférenciée). L'un de ses objectifs est de favoriser l'égalité entre hommes et femmes. Les débats à son propos commencent dans les années 1980. Son intégration est variable dans la francophonie.

#### Les sans pagEs

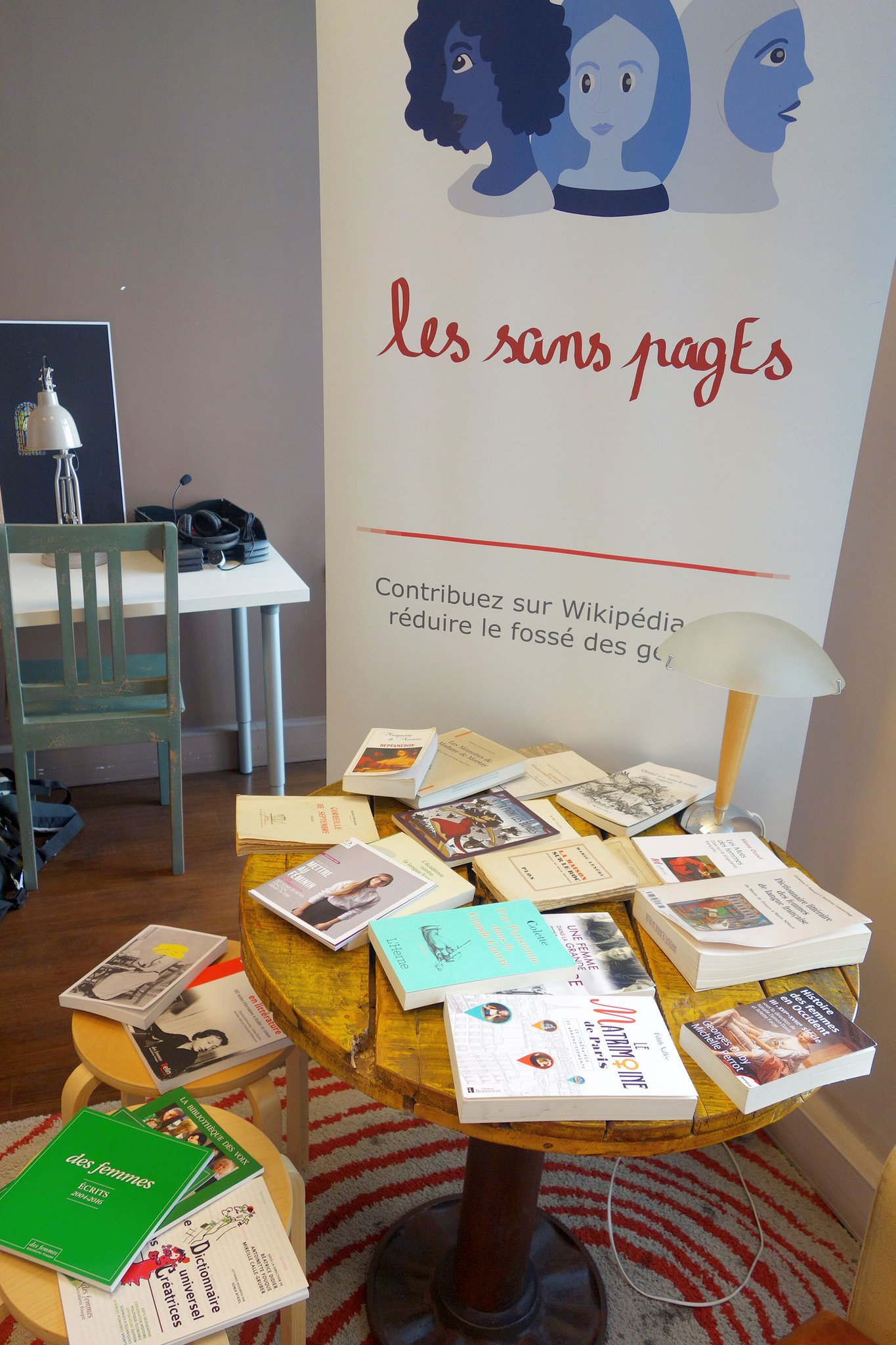
Coin bouquin de l'atelier Wikisource des Journées du Matrimoine 2018.

Les sans pagEs sont un projet de la version francophone de Wikipédia, lancé en juillet 2016. Son but est de lutter contre les déséquilibres de genre sur les articles de l'encyclopédie ; c'est aussi une association homonyme fondée en Suisse en 2016.
L'activité principale du groupe consiste à rédiger et améliorer des pages biographiques sur des femmes, mais aussi sur les féminismes et le biais de genre.
En juillet 2024, le collectif des sans pagEs annonce que 20% des biographies de Wikipédia sont désormais des biographies de femmes, contre 14% en 2016 : depuis huit ans, grâce à l'impulsion des Sans PagEs et à l'implication de la communauté de l'encyclopédie, 68 000 articles ont été créés pour arriver à ce résultat. Environ 300 personnes participeraient d'une manière ou d'une autre au projet,.

## Effacements dans les domaines jugés prestigieux
Plusieurs domaines jugés prestigieux ont connu des phénomènes d'effacement de femmes marquantes. Voici une sélection non exhaustive.

### Sciences «dures»: l'effet Matilda
Dans le domaine scientifique, la minimisation ou la dissimulation des recherches et des découvertes menées par des chercheuses, connue sous le nom d'« effet Matilda », est un cas de cryptogynie. Il désigne le déni, la spoliation ou la minimisation récurrente et systémique de la contribution des femmes à la recherche scientifique, dont le travail est souvent attribué à leurs collègues masculins.
Ce phénomène a été décrit pour la première fois par la suffragette et abolitionniste Matilda Joslyn Gage (1826-1898) dans son essai Woman as Inventor (publié pour la première fois sous forme de tract en 1870 et dans la North American Review en 1883). Le terme « effet Matilda » a été inventé en 1993 par l'historienne des sciences Margaret W. Rossiter,. Cette dernière l'a mis en évidence en analysant au début des années 1990 la part faite aux femmes dans la mémoire scientifique au regard de leur apport effectif. Elle montre que, dès le Moyen Âge, de nombreuses femmes scientifiques ont été littéralement effacées de la mémoire collective, et que d'autres se sont fait spolier de leurs inventions. Ce fut ainsi le cas pour Trotula de Salerne, femme médecin italienne du XIIe siècle : ses livres ont été attribués à des auteurs masculins après sa mort[réf. nécessaire].

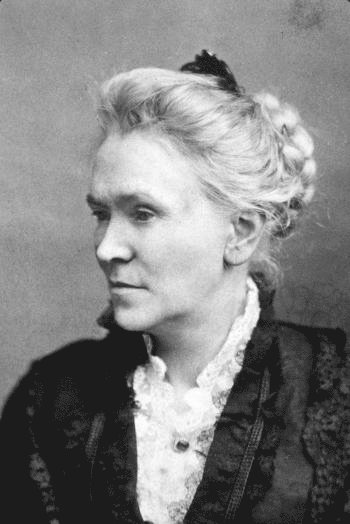
Matilda Joslyn Gage.
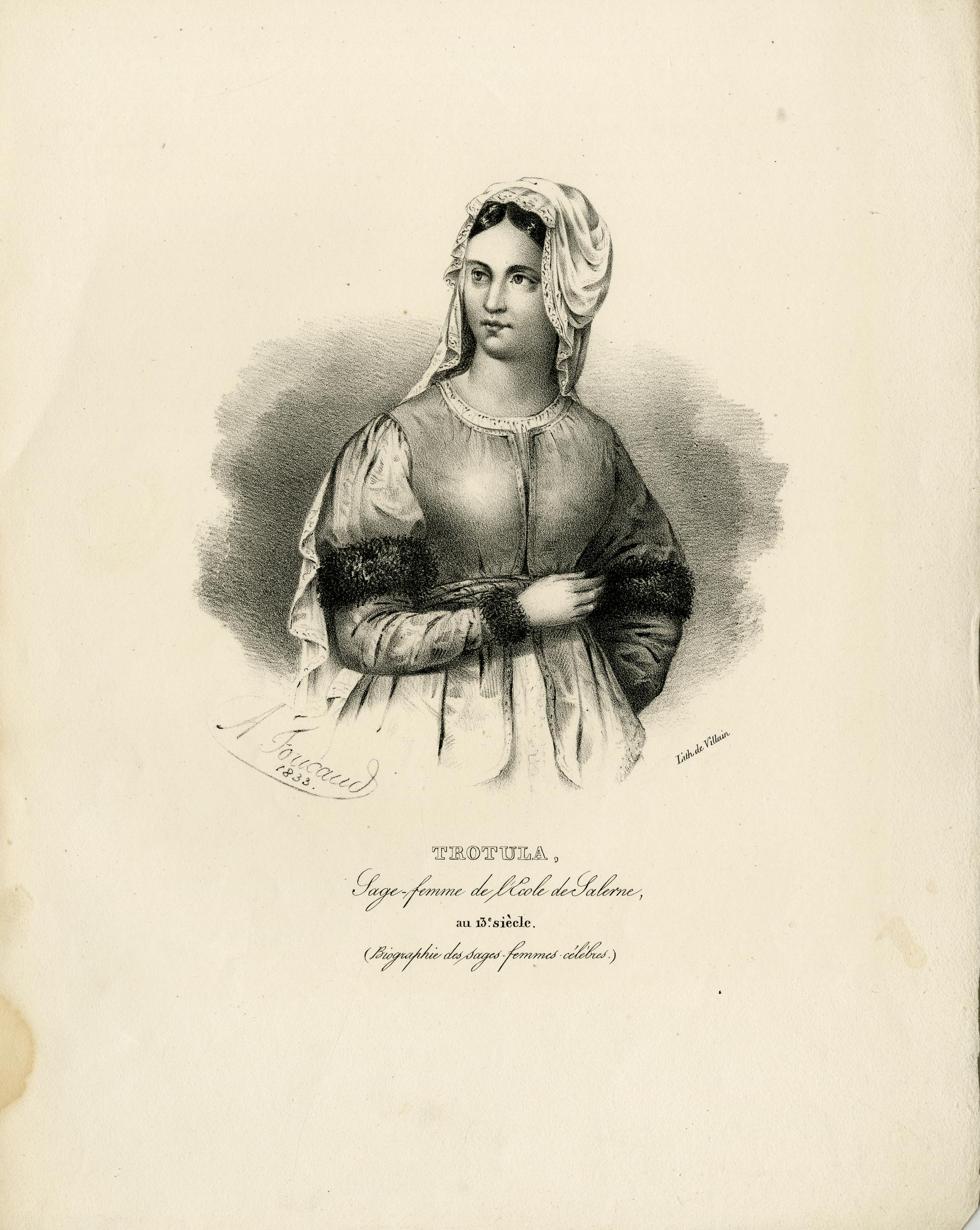
Trotula de Salerne.

Autres exemples d'invisibilisation :
- Rosalind Franklin, qui a participé à la découverte de l'ADN ;
- Marthe Gautier, dont le travail sur la trisomie 21 a été volé par Jérôme Lejeune ;
- Jocelyn Bell Burnell, qui a découvert le premier pulsar radio. Cette découverte était déterminante pour l'attribution, en 1974, du prix Nobel de physique à son superviseur Antony Hewish et à Martin Ryle, citant Hewish et Ryle pour leur travail pionnier en radioastrophysique. Jocelyn Burnell y a été ignorée ;
- Marie Curie : son prénom a été ajouté à la dénomination de la station Pierre Curie de la ligne 7 du métro de Paris en 2007 seulement.

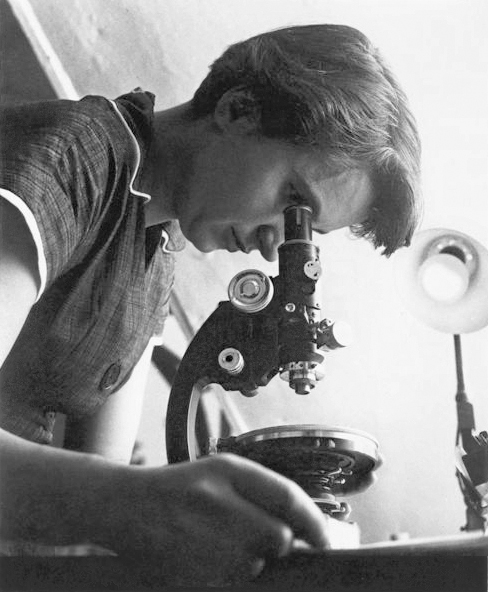
Rosalind Franklin (1955).
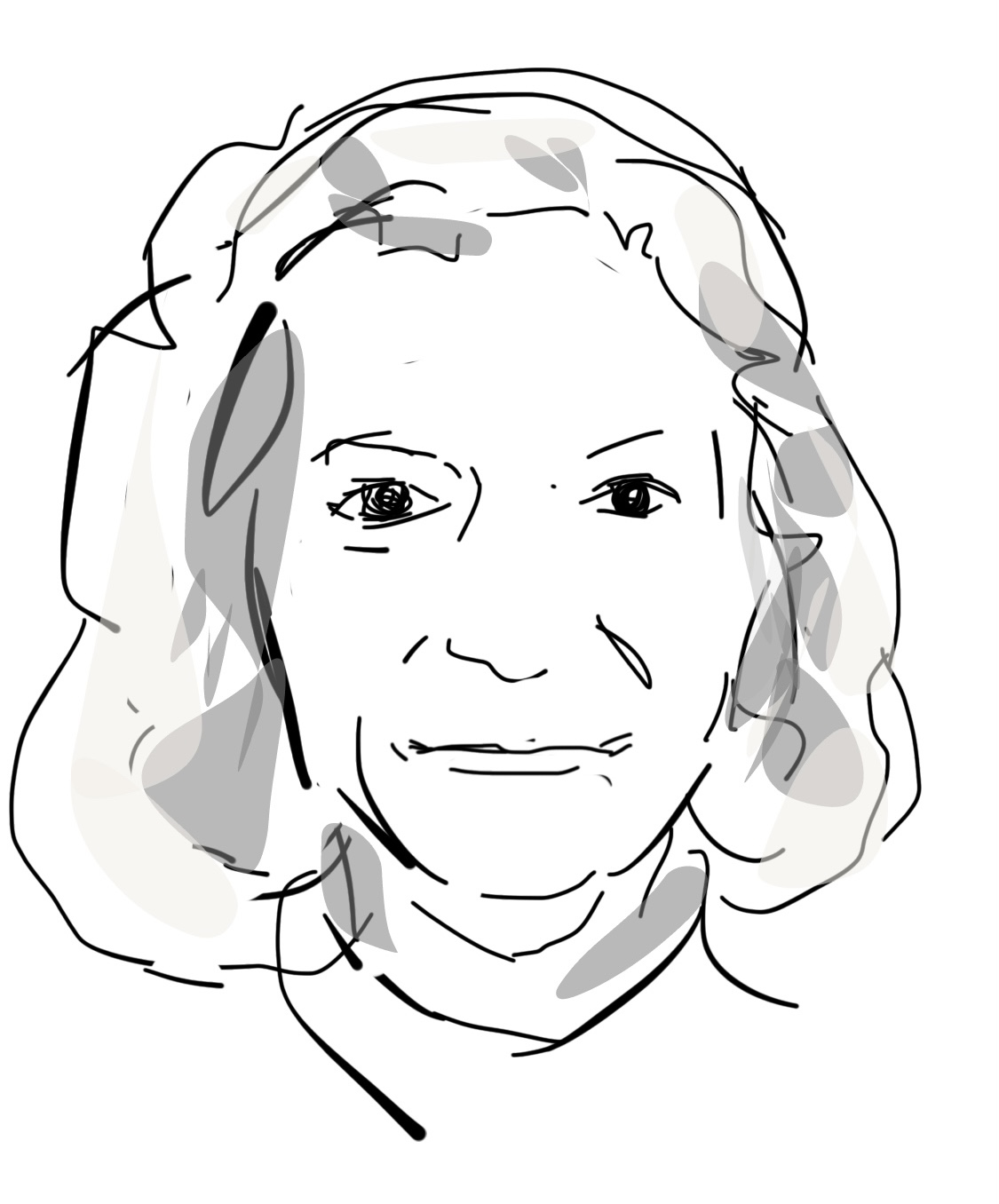
Marthe Gautier.
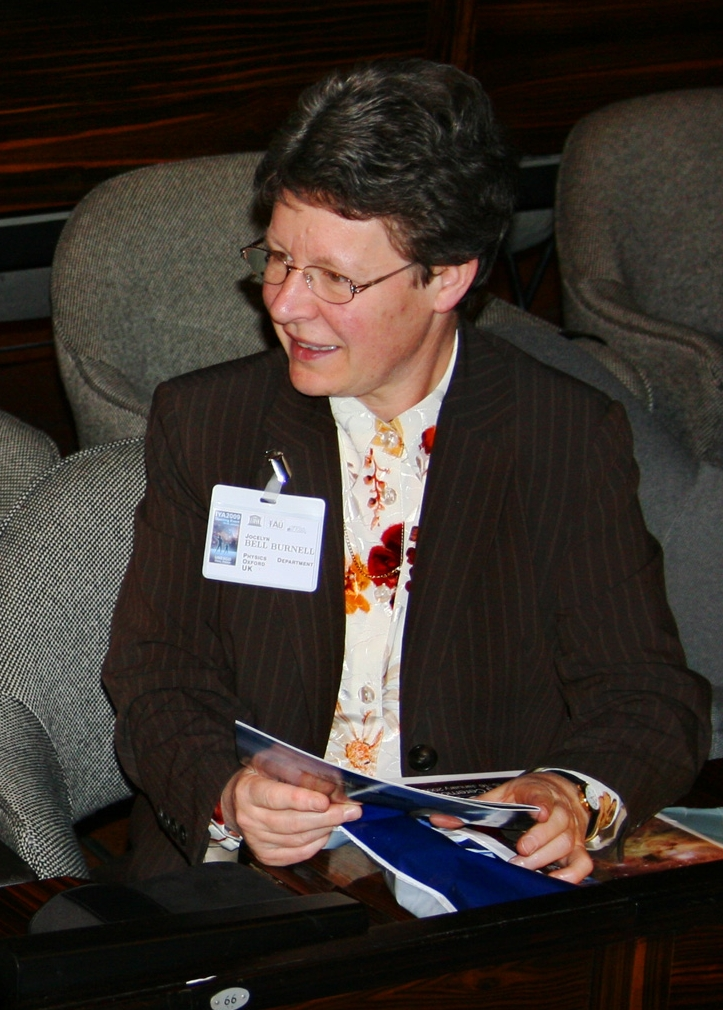
Jocelyn Bell Burnell (2009).
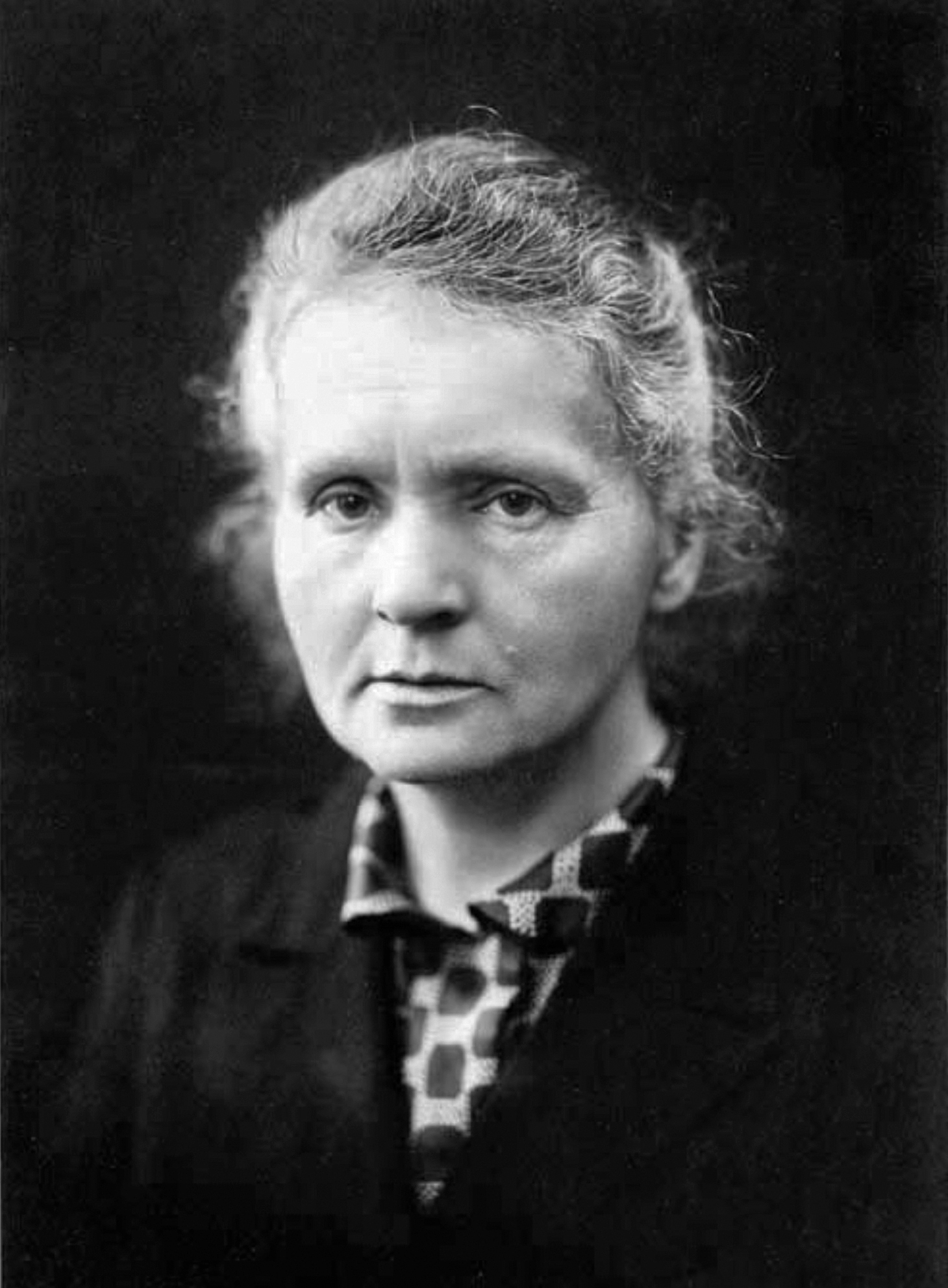
Marie Curie (vers 1920).

### Test de Finkbeiner
Dans le domaine du journalisme, le test de Finkbeiner, proposé par la journaliste américaine Christie Aschwanden, est destiné à servir d'aide-mémoire pour la rédaction d'articles biographiques relatifs à des femmes scientifiques pour en éradiquer le sexisme. Les critères du test Finkbeiner mettent en jeu la propension à évoquer le caractère exceptionnel du fait qu'une femme soit une scientifique reconnue, ou encore sa fonction maternelle,.

### Sciences humaines et sociales
Au départ moins documenté que pour les sciences dites « dures », les sciences humaines bénéficient depuis 2018 d'une banque de données sur l'invisibilisation de la pensée des femmes.
En économie, les femmes ont longtemps été doublement invisibilisées : à la fois comme sujet d'étude et comme productrices de contenu universitaire. L'oubli des économistes femmes va de pair avec l'effacement des femmes entrepreneures ou des ouvrières, notamment en Europe, dans les travaux en économie. Cette situation est renforcée par le faible accès des femmes à l'éducation supérieure au XVIIIe siècle et XIXe siècle. Certaines économistes exclues du monde académique ont dû trouver des stratégies alternatives, comme écrire des articles de presse, des poèmes ou parler à la radio pour toucher leur public.

### Techniques

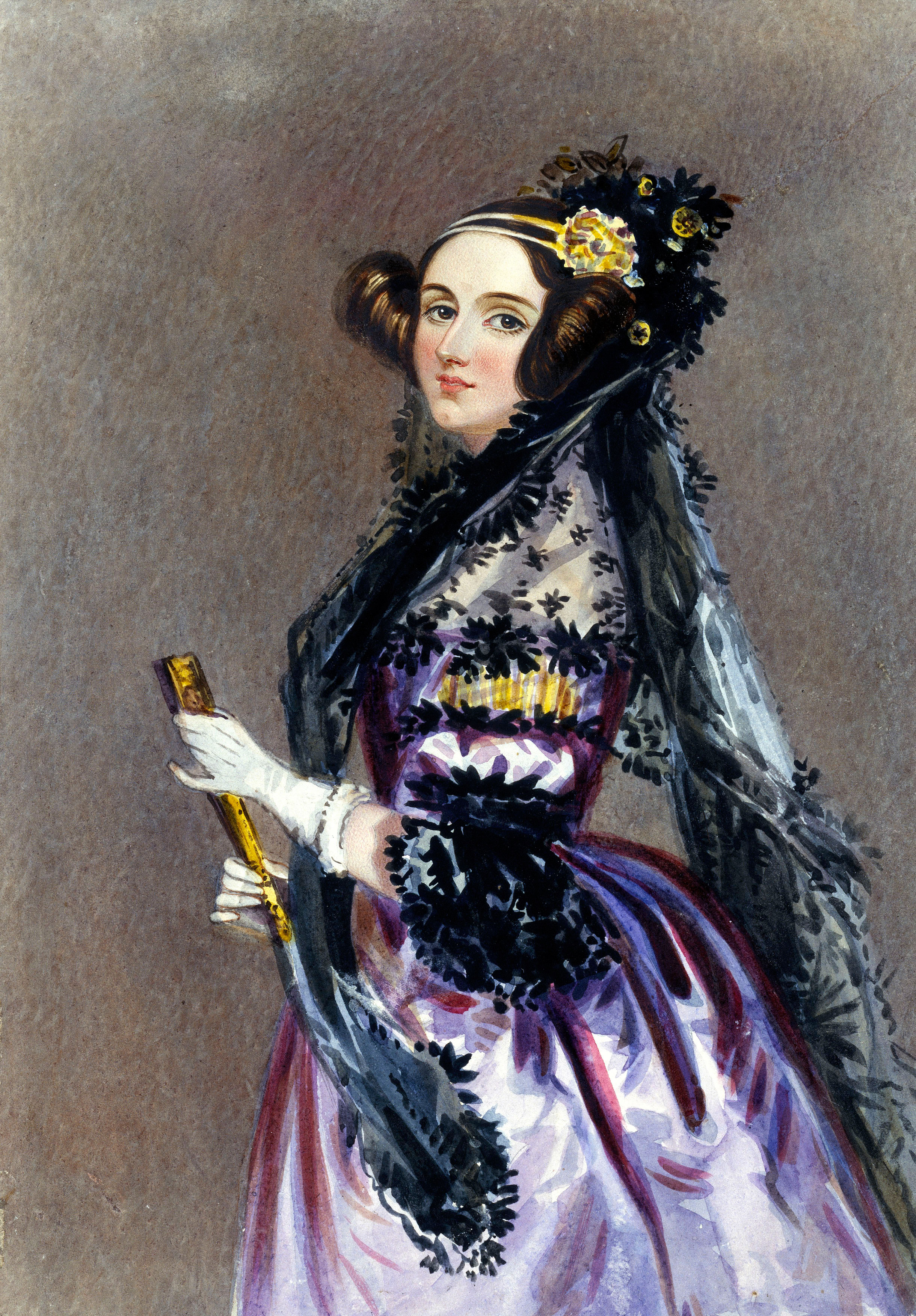
Portrait à l'aquarelle d'Ada Lovelace, vers 1840.

Le phénomène existe également dans les domaines techniques. Ada Lovelace eut un apport majeur à l'informatique, mais il est occulté,,. La diversité dans le milieu du logiciel libre révèle la présence de sexisme,. L'invisibilisation des femmes dans ce milieu va de pair avec un récit glorificateur autour de figures masculines, alors que le terme d'open source lui-même aurait été inventé par Christine Peterson,,. Angela Byron souligne le rôle des blagues sexistes qui ont tendance à faire partir les femmes de la contribution.

### Arts

#### Arts plastiques
- l'effacement: chiffres et mécanismes

Dans les collections du musée du Louvre, la période allant de l'Antiquité au milieu du XIXe siècle expose 42 peintures exécutées par 28 femmes, sur un total de 5 387 œuvres, soit 0,78 % du corpus, chiffre qui s'expliquerait davantage par l'état des corpus de la peinture occidentale à l'époque moderne, que par un acte conscient d'invisibilisation. Mais, par exemple, l'œuvre de Judith Leyster, une artiste-peintre néérlandaise très connue de son vivant, est attribuée, après sa mort en 1660, à Frans Hals ou à son mari, Jan Miense Molenaer. Ce n'est qu'en 1893 qu'elle est redécouverte et que ses œuvres lui sont réattribuées. 

Charlotte Foucher Zarmanian, docteure en histoire de l'art et chercheuse au CNRS au sein du « Legs » (Laboratoire d'études de genre et de sexualité) affirme : 

« Faire de l'histoire, c'est faire des choix, donc exclure. En histoire de l'art, il y a eu une mise à l'écart des femmes, qui n'était pas forcément conscientisée. »

L'Union des Femmes Peintres et Sculpteurs est créée en 1881 par la sculptrice Hélène Bertaux. Son but est de répondre au souhait des femmes qui voulent entrer dans une carrière artistique, être exposées et reconnues par la critique. Elle milite aussi pour que les femmes accèdent à l'école des Beaux-Arts, ce qui leur était interdit. Elle a obtenu progressivement gain de cause entre 1897 et 1900 ; elle a tenu son salon non mixte de 1882 en 1994. Au regard du sexisme de la fin du XIXe siècle, « l'Union a été un moteur de reconsidération [des artistes femmes], et a permis une évolution vers davantage de reconnaissance des femmes artistes et de mixité en art ».
Des critiques se sont cependant élevées sur le bien-fondé de la création d'une telle Union de femmes. « Au XXe siècle, [les] femmes artistes sont évacuées de l’histoire de l’art, leur élimination collective ayant été facilitée par la mise en place, au tournant du siècle, d’une sphère d’étude distincte. Une homogénéité fictive des œuvres féminines est encouragée, qui se traduit par des manifestations séparées. » Cette initiative aurait également favorisé l'engagement des femmes artistes dans des structures académiques, alors en perte d'attrait, comme les salons et l'école des beaux-arts.
Entre 1900 et 1960, la Ville de Paris a acquis 13 646 œuvres dans les expositions ou à la demande d'artistes. Elles sont aujourd’hui conservées au Fonds d’art contemporain. 2 444 d’entre elles ont été réalisées par des femmes, soit 18 % des œuvres acquises durant cette période ; huit d'entre elles, sorties des réserves, font en 2024 l'objet d'un parcours thématique.
Dans les années 1930, dans un recueil consacré à des artistes contemporains en lien avec le Nord de la France, seules cinq femmes sont retenues sur environ 70 monographies. Au lendemain de la seconde guerre mondiale, en France, la visibilité des œuvres produites par des femmes reste toujours inférieure à celle des hommes : la représentation des femmes artistes plafonne encore à 20 % dans les expositions et les musées.
- l'effort de restitution progressive des femmes peintres

De mai 2009 à mai 2010, l'exposition Elles@centrepompidou présente au public les œuvres de plus de 200 artistes femmes du vingtième siècle. Cette exposition a eu un impact sur la visibilité du phénomène d'invisibilisation des artistes femmes. En 2024, Histoire de l'art au féminin met en avant l'effacement de nombreuses femmes artistes. Des musées décident en 2024 d'exposer des œuvres de femmes jusque là entreposées dans des collections publiques ou privées,.
Dans son rapport sur le marché de l'art en 2024, Thierry Ehrmann constate que les femmes ont vu par le passé leurs œuvres systématiquement sous-évaluées sur les grandes places mondiales de ventes. Ce n'est que dans la dernière décennie que se dessine une revalorisation des femmes surréalistes, et des femmes peintres en général, mais leur marginalité persiste dans les grands classements mondiaux. Elles ne sont encore que 63 dans le Top 500 des artistes classés par leurs chiffres de ventes annuels. En 2024, Leonora Carrington (24 485 000 $), Lalan, Elizabeth Peyton, Lucy Bull, Susan Rothemberg, Jadé Fadojutimi, Roni Horn, Pauline Boty, Faith Ringold et Lynne Mapp Drexler (1 560 000 $) tiennent le Top 10 des ventes d'artistes femmes aux enchères: elles relèvent toutes de l'art contemporain, contrairement au Top 10 masculin ou les artistes contemporains ne sont que six, ce qui corrobore l'effacement plus important des femmes pour les époques antérieures. L'auteur souligne le potentiel de progression très important en terme de valorisation.

#### Littérature

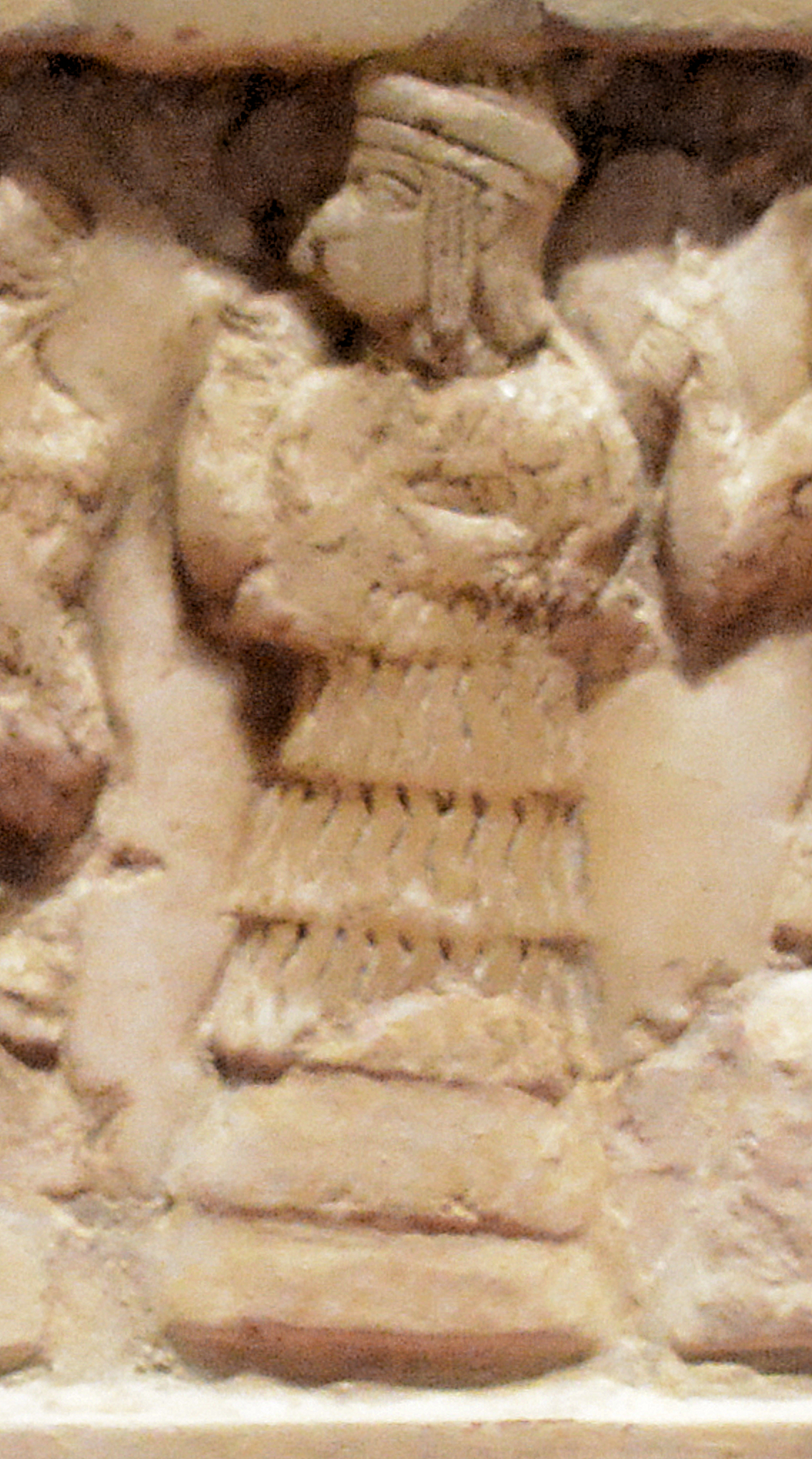
Enheduana, première autrice connue de l'humanité.

La littérature est un domaine ayant connu de multiples effacements de femmes,,. Enheduana (2285-2250 av. J-C) est la plus vieille autrice de fiction connue, avant les premiers auteurs hommes identifiés. Elle a pourtant été effacée,. En France, l'effacement des autrices débute au XVIIe siècle, s'accélère au XVIIIe siècle, et devient culminant au XIXe siècle. Le phénomène existe dans tous les pays. Ainsi, Mary Sidney, comtesse de Pembroke, aurait écrit plusieurs des pièces de Shakespeare. C'est ce que démontre Aurore Évain dans un spectacle et un ouvrage intitulés tous deux Mary Sidney alias Shakespeare. Eileen O'Shaughnessy, première épouse de George Orwell, a eu une grande influence sur son écriture, très rapidement occultée et qui vient d'être démontrée,. Sophie Tolstoï a énormément aidé son mari dans son œuvre tout en restant dans l'ombre, de même que de nombreuses écrivaines russes, à l'image de Maria Joukova, ont été invisibilisées au XIXe siècle,.

#### Musique
Aliette de Laleu, autrice de Mozart était une femme : histoire de la musique classique au féminin, déclare : « L'effacement des femmes dans l'histoire de la musique est systémique ». Au Moyen-âge, les femmes sont très présentes et très actives dans la musique. Mais elles ont été pour la plupart oubliées,,.
Nannerl Mozart, sœur de Wolfgang Amadeus Mozart, a vu son parcours artistique arrêté par son père, qui a fait le choix de continuer à valoriser son fils, alors que sa fille avait un talent notable,. Alma Mahler, épouse de Gustav Mahler, est contrainte par son mari de renoncer à ses ambitions artistiques (musicales et picturales).

#### Cinéma
Alice Guy réalise l'un des tout premiers films de fiction, La Fée aux choux, en 1896. Elle subit un effacement de son vivant, contre lequel elle tente de lutter, puis qui perdure après sa mort,.

### Pouvoir
Plusieurs femmes ayant régné ont été oubliées par l'Histoire après un processus d'effacement. C'est le cas par exemple de Hatchepsout, ayant régné plus de vingt ans sur l'Égypte, au quinzième siècle avant JC. Après sa mort, Thoutmôsis III mena une campagne de grande envergure pour détruire son héritage, faisant détruire ses statues, dégrader ses représentations et effacer son cartouche. On a redécouvert son existence seulement au XIXe siècle,. En France, plusieurs reines ont régné, notamment dans les périodes de régence. Elles ont en particulier été nombreuses pendant la période mérovingienne, entre le Ve et le VIIe siècle. Mais l'Histoire les a progressivement effacées,. À partir du XIVe siècle, une réinterprétation de la loi salique leur a complètement interdit d'hériter du trône,,,.

## Dans la fiction
L'univers de la fiction (mythes, peinture, romans, cinéma…) a pendant longtemps offert très peu de figures féminines actives, pensantes, indépendantes. Les personnages principaux, actifs sont le plus souvent des hommes, et les femmes plutôt des personnages secondaires, ou alors objectivées sexuellement.

### Male gaze

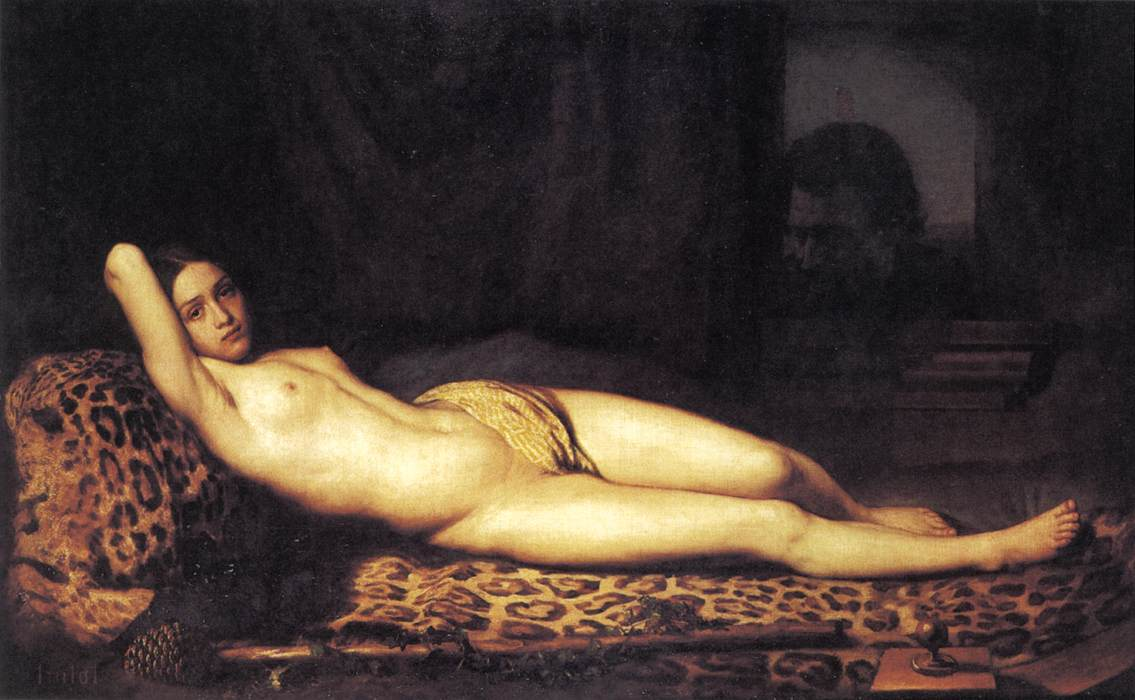
Fille nue sur une peau de panthère (1844) de Félix Trutat montre une femme nue allongée observée par un visage masculin disproportionné à la fenêtre de sa chambre ; le tableau illustre puissamment le concept du regard masculin.

L'univers de la fiction a longtemps été teinté de male gaze, notamment parce que la plupart des créateurs étaient des hommes.
Le regard masculin, ou vision masculine, plus connu sous l'appellation en anglais male gaze, est un concept postulant que la culture visuelle dominante (photographie, cinéma, publicité, jeu vidéo, bande dessinée, etc.) impose une perspective d'homme cisgenre hétérosexuel.
Ce concept a été proposé par la réalisatrice et critique de cinéma Laura Mulvey dans son article Visual Pleasure and Narrative Cinema [Plaisir visuel et cinéma narratif] publié en 1975. Il a une forte influence sur la théorie féministe du cinéma et sur les études des médias.
On parle de male gaze lorsque les personnages féminins sont sexualisés et que la caméra s'attarde, par exemple, sur les formes d'un corps féminin,. Ce concept est considéré comme le signe d'un pouvoir asymétrique.

### Cinéma et test de Bechdel

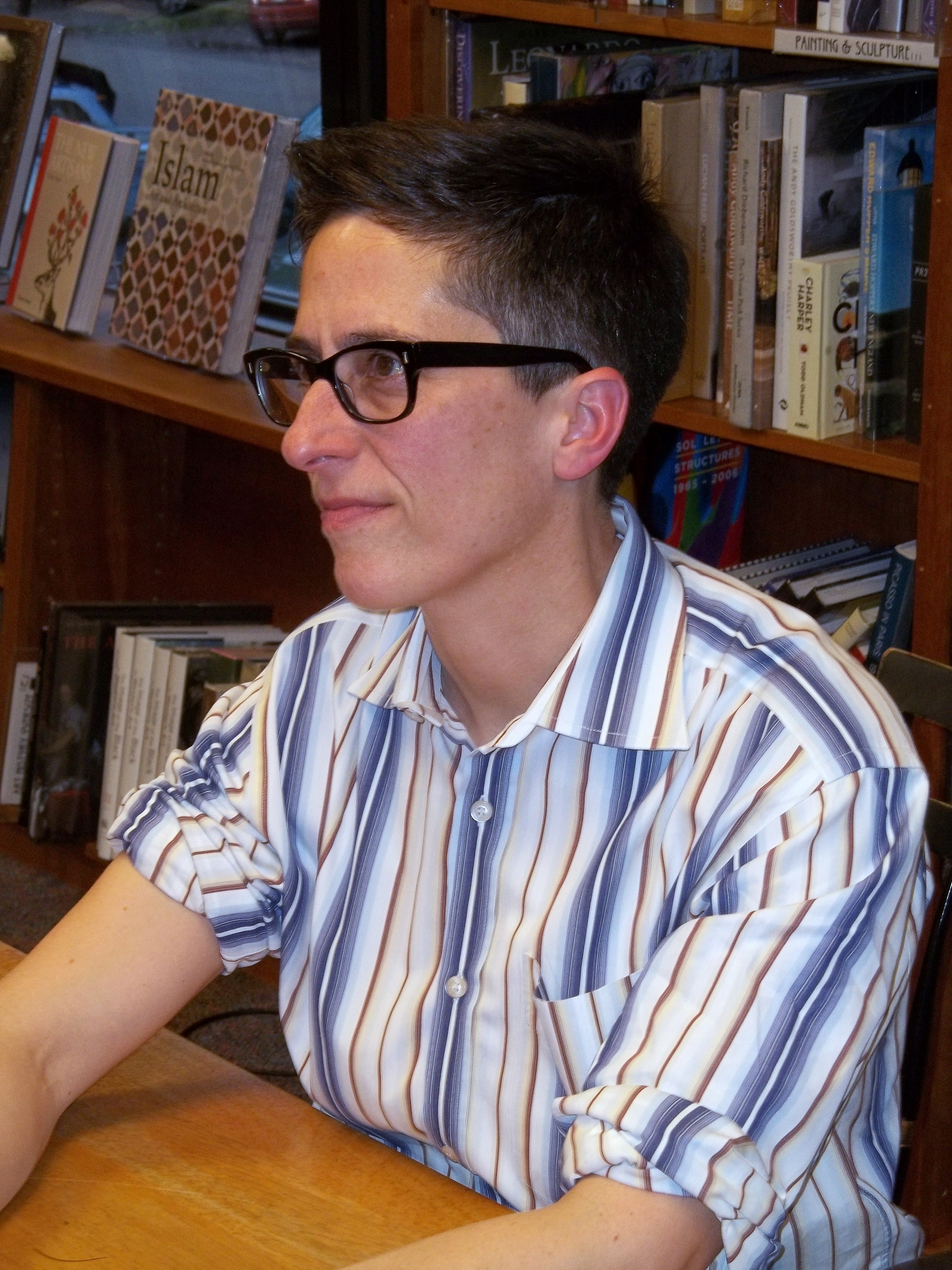
Le test de Bechdel est nommé en référence à la dessinatrice de BD américaine Alison Bechdel.

Le test de Bechdel, ou test de Bechdel-Wallace, vise à mettre en évidence la sur-représentation des protagonistes masculins ou la sous-représentation de personnages féminins dans une œuvre de fiction. Il a été développé par Alison Bechdel et Liz Wallace,,. Selon Bechdel, Liz Wallace a probablement été inspirée par l'essai Une chambre à soi de Virginia Woolf,, où l'autrice peine à trouver des livres décrivant une amitié féminine et ne présentant pas les femmes comme seulement intéressées par les affaires domestiques.

#### Fonctionnement du test
Le test repose sur trois critères, :
1. Il doit y avoir au moins deux femmes nommées (nom/prénom) dans l'œuvre ;
2. qui parlent ensemble ;
3. et qui parlent de quelque chose qui est sans rapport avec un homme.

Si l'œuvre vérifie ces trois critères, le test est dit réussi. Si ce n'est pas le cas, cela peut indiquer que l'œuvre est centrée sur des figures masculines, voire correspond au syndrome de la Schtroumpfette,.
Le test de Bechdel-Wallace se veut un indicateur du sexisme des films qui ne mettraient en avant qu'un nombre restreint de personnages féminins, dont le rôle serait celui de faire-valoir des personnages masculins. Il vise aussi à ne pas limiter les personnages féminins à leurs histoires d'amour.

#### Statistiques
Selon le site collaboratif bechdeltest.com, 57 % de la totalité des films répertoriés depuis 1877 réussissent le test. La part des films ne validant aucune ou une partie des affirmations seulement diminue légèrement d'année en année, jusqu'à atteindre 30% pour les films sortis en 2022.
Une étude sur les films produits entre 1995 et 2005 montre que 53 % des films échouent au test lorsqu'ils sont écrits par des hommes, 38 % des films échouent lorsqu'il y a une femme parmi les scénaristes, et 0 % échouent lorsqu'il n'y a que des femmes dans les scénaristes. L'étude explique que cette faible réussite est probablement due à la quasi absence de femmes scénaristes ; elle note : « concernant les blockbusters, Hollywood a, en proportion, moins de femmes cinéastes que l'armée n'a de femmes générales ». Elle remarque, toutefois, une bonne performance du cinéma français, où l'on ne trouve « que » 34 % d'échec dans les films produits par Canal+.
À titre d'exemple, The Washington Post a testé en 2014 les films en lice pour l'Oscar du meilleur film (86e cérémonie). Seulement trois films réussissent le test : Dallas Buyers Club, Nebraska et Philomena ; les autres films, dont Le Loup de Wall Street, Capitaine Phillips ou Gravity, échouent,.

### Autres variantes de tests
Plusieurs tests se sont inspirés du test de Bechdel-Wallace pour mesurer les questions de représentation et de diversité dans les films.

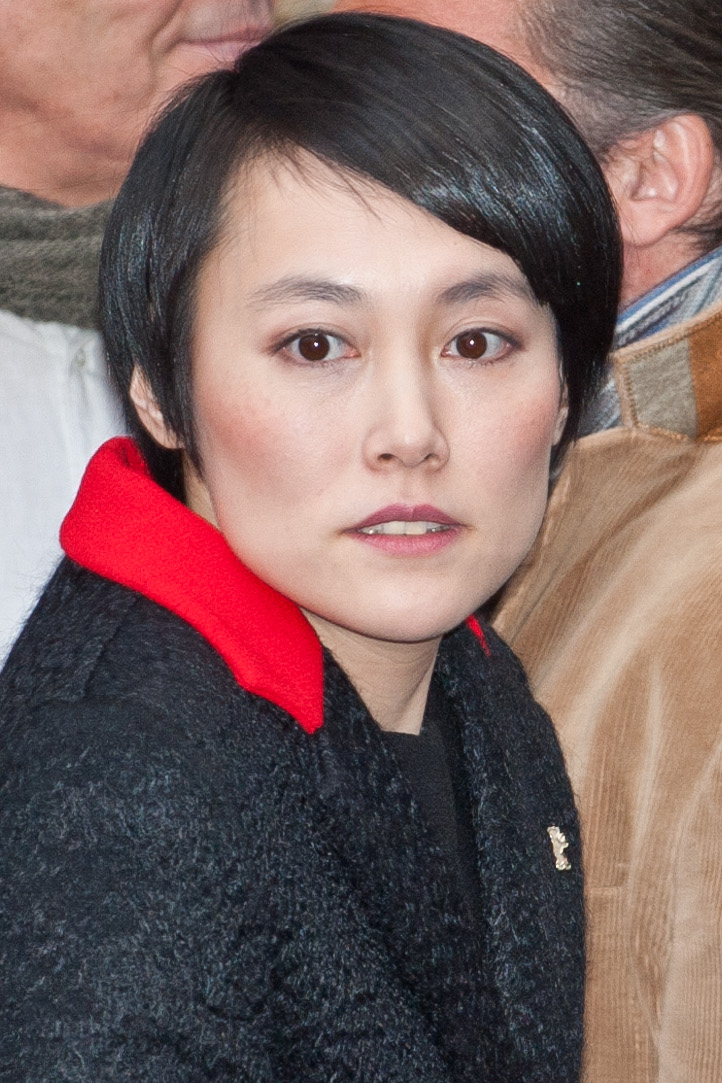
Rinko Kikuchi, dans le rôle de Mako Mori, pour le film Pacific Rim de Guillermo del Toro, sorti en 2013.
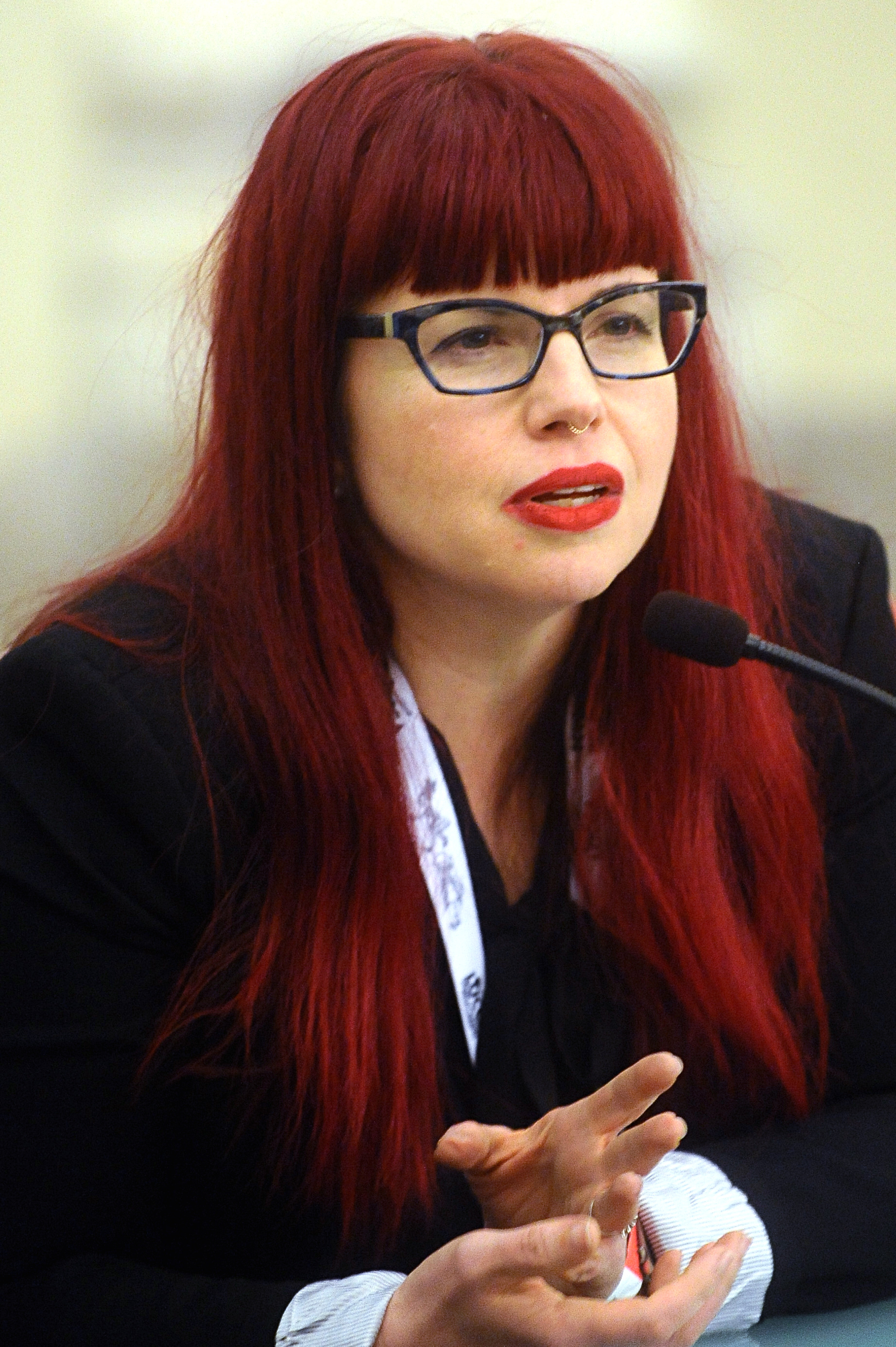
La scénariste Kelly Sue DeConnick, créatrice du test de la lampe sexy.
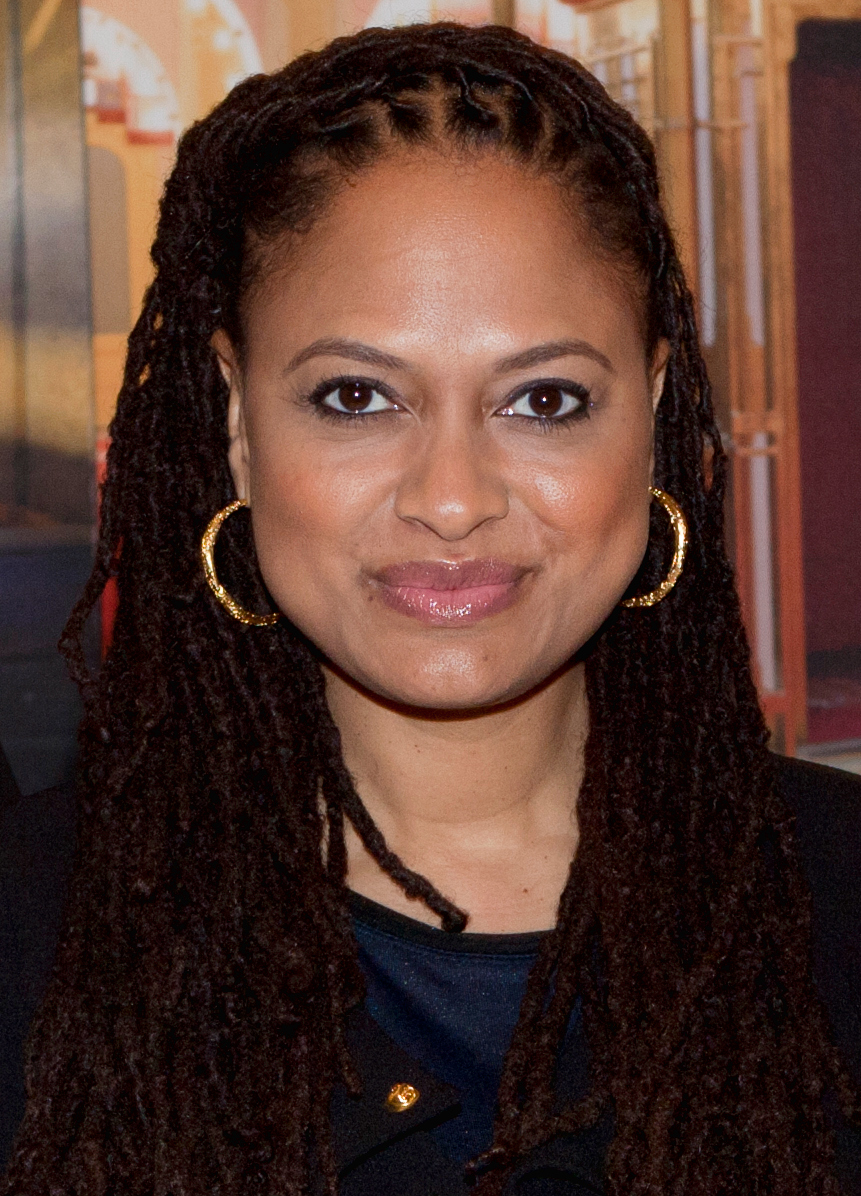
Ava DuVernay. En hommage, son nom a été donné au test DuVernay.
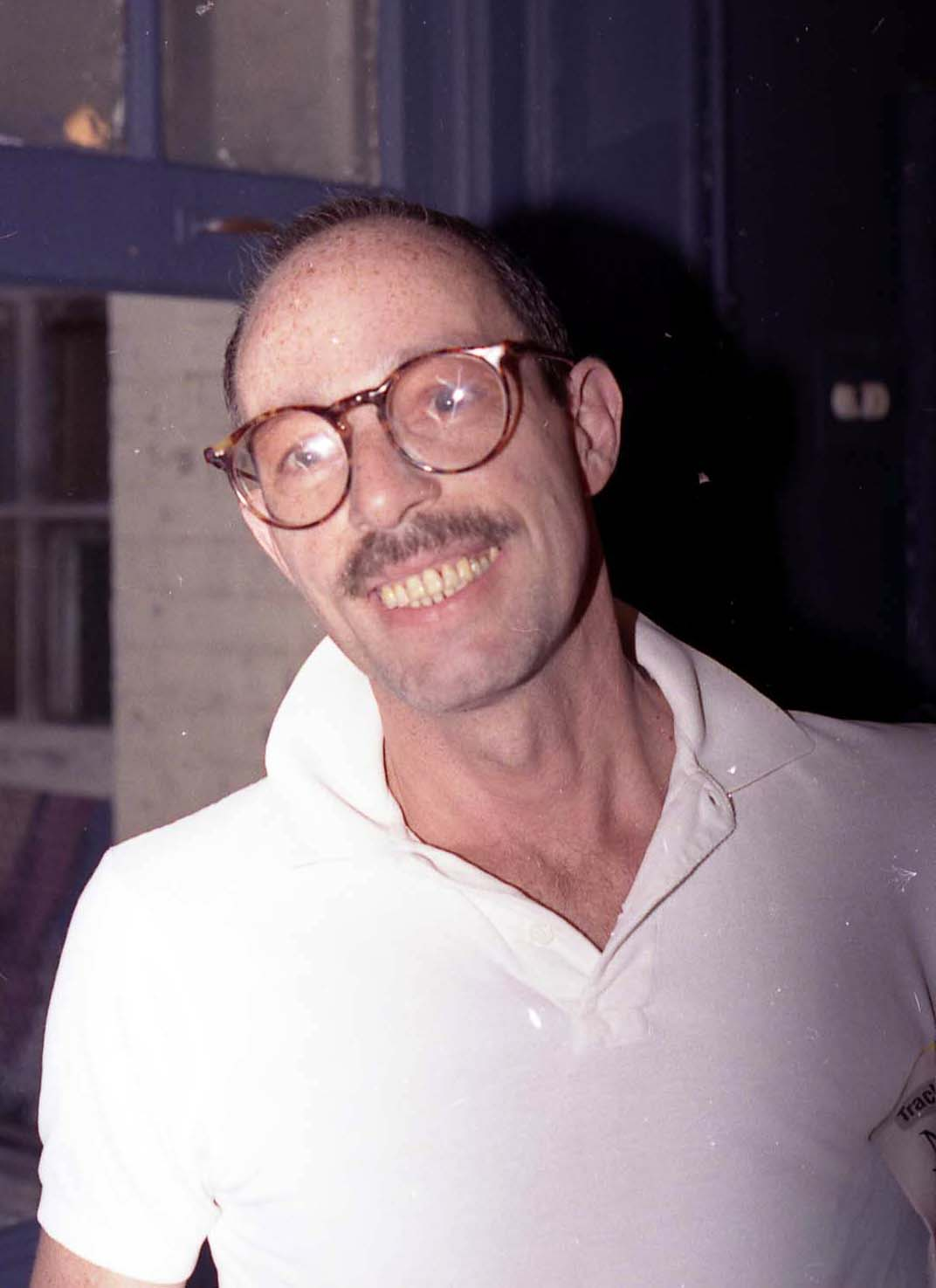
Vito Russo. Un test portant son nom lui rend hommage.

#### Test de Mako Mori
Le test de Mako Mori a été nommé d'après un des personnages de Pacific Rim : le film ne réussit pas le test de Bechdel-Wallace malgré un fort personnage féminin qui ne se limite pas à être un faire-valoir des personnages masculins.

#### Test Furiosa
Le test Furiosa est nommé d'après un personnage de Mad Max : Fury Road, film qui met en valeur de nombreux personnages féminins forts. Inspiré par de nombreuses critiques d'internautes mécontents de voir autant de personnages féminins, le test pose une seule question : « est-ce que des internautes s'énervent parce que ce film est féministe ? » Si oui, c'est peut-être bon signe.
Outre Mad Max : Fury Road, parmi les films qui réussissent ce test, on peut citer Wonder Woman, Captain Marvel, Tomb Raider ou encore SOS Fantômes.

#### Test de la lampe sexy
Plus radical, le test de la lampe sexy, créé par la scénariste Kelly Sue DeConnick, propose de remplacer un personnage féminin par une lampe, et de voir si l'histoire est modifiée. L'idée de la lampe sexy vient d'une lampe avec une jambe de femme élancée, élément de décor du film Christmas Story.
Plusieurs films échouent à ce test, comme la plupart des James Bond, en particulier Skyfall, et beaucoup de films de super-héros, comme Man of Steel ou encore Gatsby le Magnifique,,.

#### Autres variantes
Le site FiveThirtyEight a proposé à 12 femmes scénaristes, réalisatrices, actrices ou productrices de proposer des tests mesurant le sexisme ; parmi les critères, la parité de l'équipe, la représentation de femmes de couleur, la complexité des personnages féminins, etc.
Le test DuVernay, en hommage à la réalisatrice Ava DuVernay, indique si une histoire est uniquement centrée sur des personnages blancs. Ce test n'a pas de critères précis, ce qui lui permet d'analyser plus finement les représentations.
Le test de Vito Russo, nommé en hommage à Vito Russo, évalue la représentation des personnes LGBTQI+ dans la fiction et en particulier au cinéma.

### Littérature et récits:Je suis une fille sans histoires

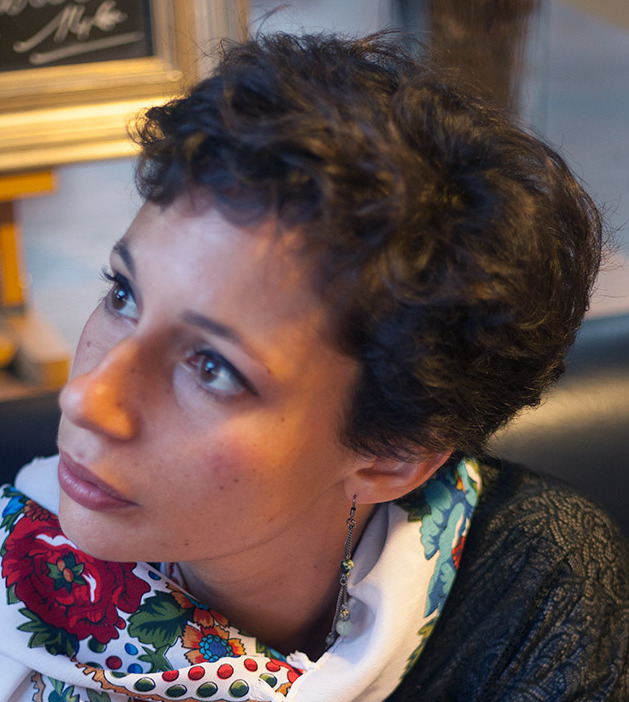
Alice Zeniter en 2015.

En 2021, dans Je suis une fille sans histoire, Alice Zeniter décrypte la notion même de récit ; elle explicite la façon dont les histoires sont racontées depuis de nombreux siècles et combien la fiction influence nos perceptions. Elle s'appuie notamment sur la théorie de la fiction-panier, élaborée par Ursula K. Le Guin. Elle démontre l'omniprésence du modèle masculin dans les récits, notamment héroïques et la difficulté de s'identifier en tant que femme à ce titre,,.